# Galaxy Macao

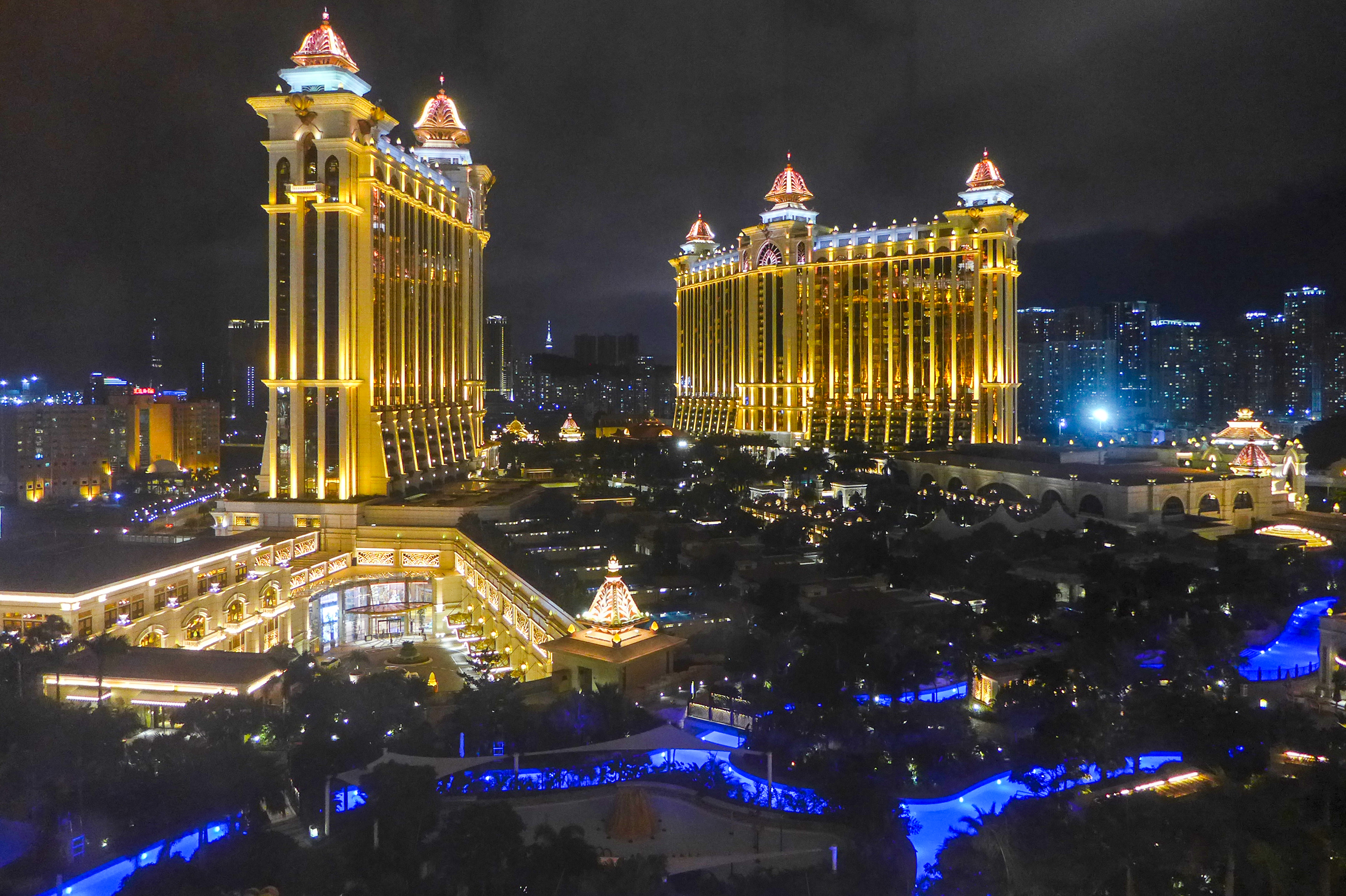
Le Galaxy Macao de nuit.

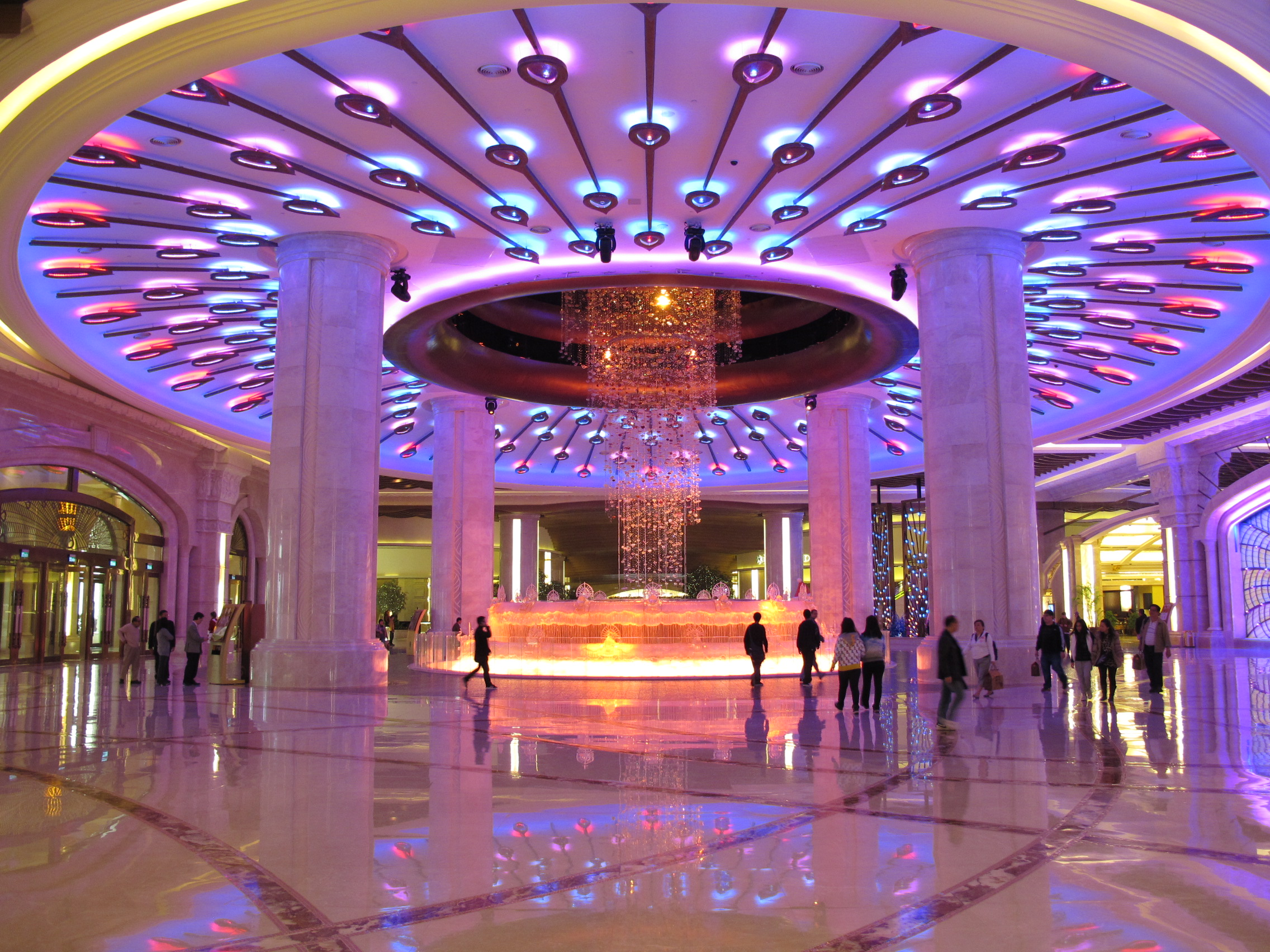
Le Hall du Diamant.

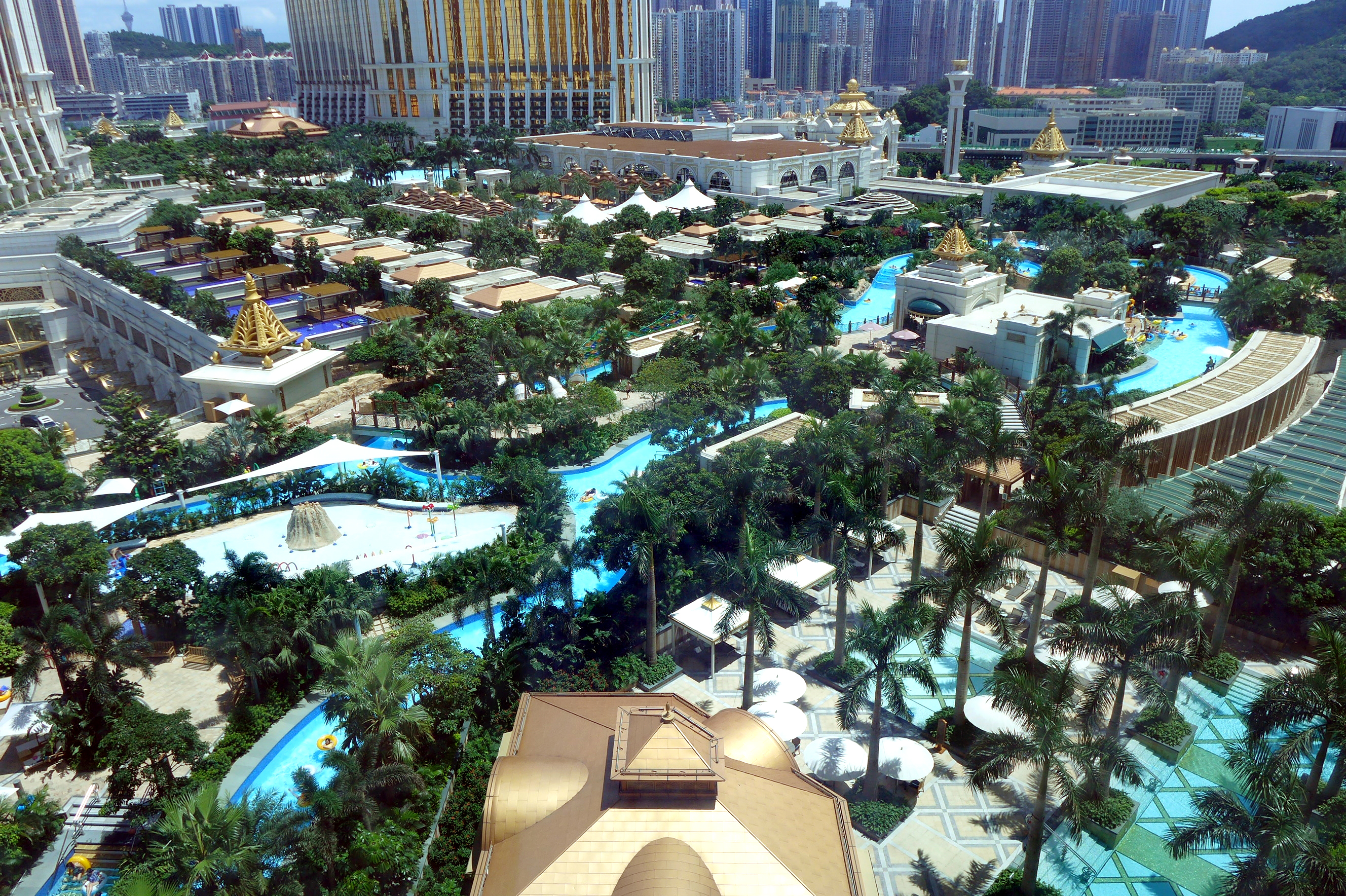
Vue aérienne sur le parc aquatique extérieur.

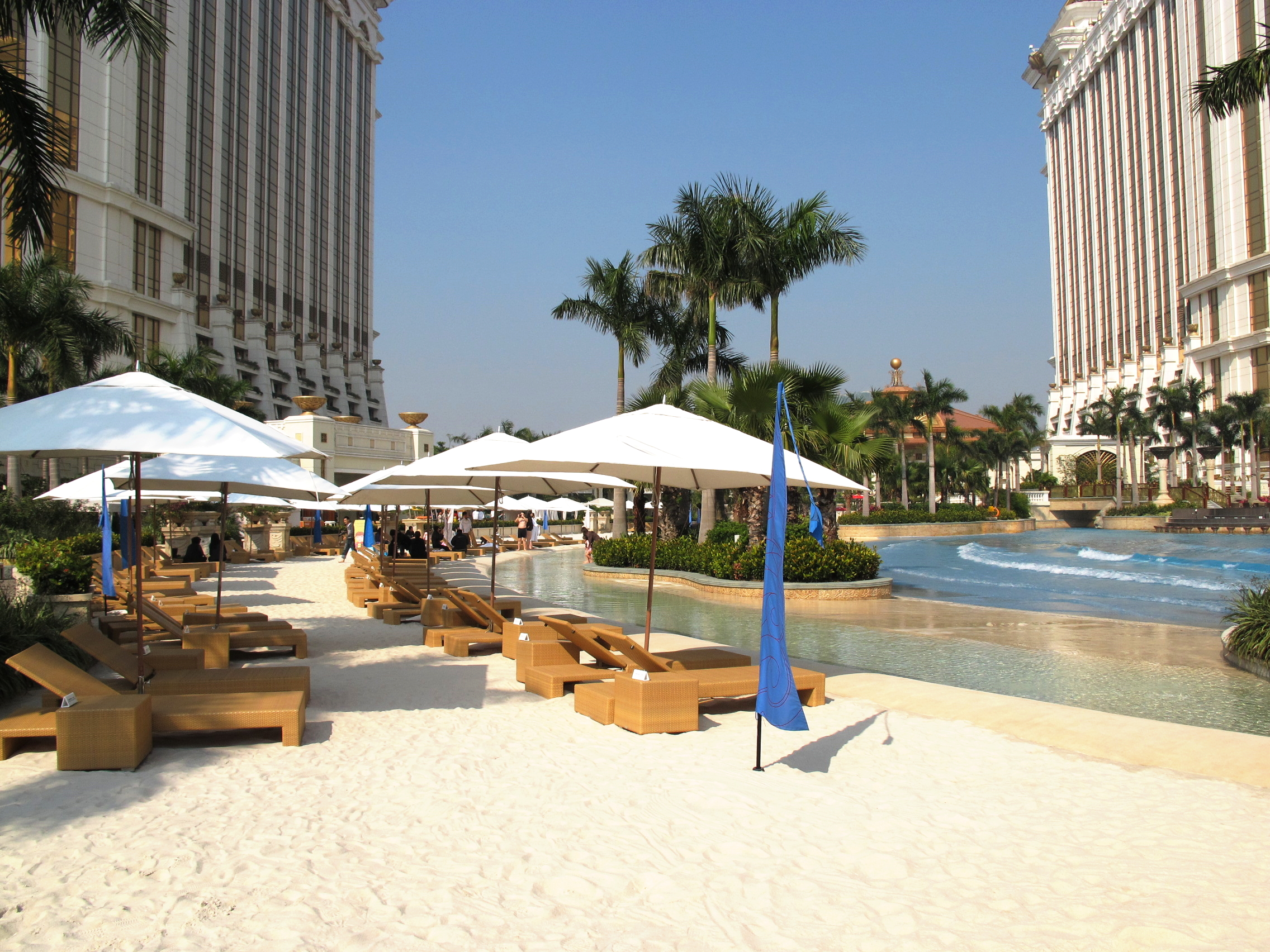
Le parc aquatique de 2000 m² comprend une plage de sable ainsi que la plus grande piscine à vagues au monde.

Le Galaxy Macao (澳門銀河綜合渡假城) est un complexe intégré de luxe situé sur le Cotai Strip de Macao, en Chine. Inauguré en 2011 et développé par Galaxy Entertainment Group (en), il s'étend sur plusieurs hectares et combine des hôtels cinq étoiles, des casinos, des restaurants, des espaces commerciaux et des installations de divertissement. Conçu pour offrir une expérience haut de gamme, il se distingue par son architecture opulente et ses aménagements uniques, comme une piscine à vagues et une plage de sable blanc.
Le complexe comprend plusieurs hôtels renommés, tels que le Galaxy Hotel, le Banyan Tree (en) Macao, et le Hotel Okura Macao, offrant un total de plusieurs milliers de chambres et suites. En 2015, le Galaxy Macao a étendu son offre avec de nouvelles infrastructures, notamment des complexes hôteliers supplémentaires et un large éventail de boutiques de luxe. Le casino, l'un des plus grands de Macao, propose des centaines de tables de jeu et des milliers de machines à sous, renforçant le rôle central du complexe dans l'industrie du jeu de la région.
Le Galaxy Macao s'inscrit dans la dynamique de développement du Cotai Strip, visant à faire de Macao une destination de divertissement et de tourisme international. Compétiteur direct des autres méga-complexes tels que le Venetian Macao et le City of Dreams, il contribue à diversifier l'offre touristique locale grâce à des attractions adaptées à différents publics, mêlant luxe, divertissement familial et jeux d'argent.

## Histoire
En 2002, le gouvernement de la Région administrative spéciale de Macao ouvre officiellement les licences de jeu et émet trois licences aux investisseurs. Galaxy Entertainment Group (en) obtient l'une de ces licences.
En 2005, Galaxy Entertainment annonce deux grands projets d'investissement, incluant le StarWorld Hotel (zh) qui ouvre en octobre 2006, et le projet phare Galaxy Entertainment Resort (anciennement connu sous le nom de Galaxy Resort), initialement prévu pour être achevé en 2008 sur le thème « Oasis mystérieuse ». En raison de l'impact de la crise financière de 2008, Galaxy Entertainment annonce que le projet serait suspendu indéfiniment. Au début de 2009, après avoir introduit le fonds Permira, Galaxy Entertainment relance le projet et annonce la date d'ouverture de Galaxy Resort, repoussée de la mi-2009 à 2010, avec un design final adoptant un style palais.
En mars 2011, Galaxy Entertainment annonce que Galaxy Macao sera inauguré le 15 mai 2011. Le 22 juillet 2011, la société mère et UA Cinemas (zh) collaborent pour ouvrir le UA Galaxy Cinema, offrant un service pratique aux résidents de Macao et aux autres visiteurs. La date d'ouverture est fixée au 15 décembre 2011.
Le 30 mars 2012, le club privé de luxe China Rouge du Galaxy Macao ouvre ses portes. Conçu par le designer Alan Chan (zh), il s'inspire des nuits parisiennes des années 1880, du Paris oriental des années 1930 et des années dorées de Shanghai. Il abrite plusieurs œuvres d'art créées spécialement pour le club par des artistes contemporains chinois, dont Bu Hua, Chen Man, Deng Xinli, Lin Jian et Zheng Lu.
Le 26 avril 2012, Galaxy Entertainment annonce les détails de la deuxième phase du Galaxy Macao, qui inclut l'introduction de deux marques d'hôtels du groupe Marriott International, Ritz-Carlton et le plus grand JW Marriott Hotel (en) au monde. Les zones de casino, de boutiques, de restauration et de conférences seront également agrandies. Après l'achèvement de la deuxième phase, la superficie du Galaxy Macao sera presque doublée à 1 000 000 m², avec un investissement estimé à 16 milliards HK$, et l'ouverture est prévue pour la mi-2015. En janvier 2014, le célèbre chef italien Umberto Bombana (en) annonce que son restaurant Otto e Mezzo ouvrira au Ritz-Carlton Hotel du Galaxy Macao Phase 2 à la mi-2015.
Le 27 mai 2015, la deuxième phase du Galaxy Macao ouvre officiellement. Elle inclut deux hôtels de marques internationales, le Ritz-Carlton Macao (zh) et le JW Marriott Hotel Macao (zh), ainsi que l'expansion du parc aquatique Adventure Rapids, et le centre commercial The Promenade Shops qui s'étend sur plus de 100 000 m² et accueille plus de 200 marques de luxe internationales.
Le 13 décembre 2023, la troisième phase du Galaxy Macao ouvre officiellement, marquant l'engagement de Galaxy Entertainment Group à soutenir le développement de Macao en tant que « capitale du divertissement » et « ville du sport ». La troisième phase se concentre sur le développement d'éléments non liés aux jeux, incluant le Galaxy International Convention Center (zh) de 40 000 m² et le Galaxy Arena pouvant accueillir jusqu'à 16 000 spectateurs.

## Incidents
Le 8 janvier 2015, un incendie se déclare sur le toit du chantier de la phase 2 du Galaxy Macao, provoquant une épaisse fumée.
Le 18 janvier 2017, vers 13 heures, un suicide collectif d'une famille indienne de quatre personnes se produit à l'hôtel Grand Waldo du complexe Galaxy Macao. Après l'enquête de la police, deux hommes sont décédés, tandis que les deux autres, un homme et une femme, sont inconscients et transportés à l'hôpital. Sur place, la police trouve du poison et quatre lettres d'adieu écrites en anglais. Cependant, la police ne révèle pas la cause du suicide. Pendant que la police emporte les preuves, le personnel de l'hôtel tente d'empêcher les journalistes de prendre des photos.
En août 2017, après le passage du typhon Hato à Macao, des employés se plaignent que leur patron les pénalise pour leurs retards au travail. Par la suite, la société demande aux employés de nettoyer la piscine de l'hôtel pour la rouvrir aux clients, au lieu de les envoyer aider les sinistrés comme le font d'autres casinos. Cela provoque l'indignation des internautes, qui critiquent la société pour son manque d'empathie et son attitude honteuse,.
En septembre 2018, après le passage du typhon Mangkhut à Macao, les dégâts sont limités et les besoins de nettoyage sont faibles.
Le 4 janvier 2019, tard dans la nuit, trois hommes de Chine continentale fument devant l'hôtel. Un agent de sécurité intervient pour les arrêter, mais ils l'insultent et le frappent. Une altercation s'ensuit, et les agents de sécurité de l'hôtel interviennent pour maîtriser l'homme ivre. Un policier sort son arme et tire un coup de semonce en l'air. Finalement, la police arrête trois hommes âgés de 37 à 40 ans. Le policier qui a tiré est blessé et hospitalisé.
En mars 2020, un grave accident se produit sur le chantier de la phase 3 du Galaxy Macao, causant l'effondrement d'un échafaudage. L'accident fait 3 morts et 4 blessés. Par la suite, le Bureau du travail de Macao ordonne l'arrêt complet des travaux sur le chantier et mène une enquête approfondie sur l'incident.
Le 16 août 2021, un autre grave accident se produit sur le chantier de la phase 3 du Galaxy Macao. Un travailleur chinois de 32 ans tombe du cinquième étage alors qu'il travaille sur un échafaudage en bambou. Il est transporté à l'hôpital où son décès est constaté. Le travailleur portait un casque et une ceinture de sécurité au moment de l'accident. Par la suite, le Bureau du travail ordonne la suspension de tous les travaux en hauteur sur le chantier.
Le 30 octobre 2021, un autre accident industriel se produit sur le chantier de la phase 3 de Galaxy Macau. Un faux plafond s'effondre, blessant 5 travailleurs, dont 4 résidents locaux et 1 travailleur étranger. Selon l'enquête initiale, l'accident est dû à un trou de vis trop grand, affaiblissant la structure. Trois des travailleurs blessés sont depuis sortis de l'hôpital, tandis que les deux autres restent hospitalisés. Le Bureau du travail poursuit son enquête sur les causes de l'accident,,.
Le 9 février 2022, un ouvrier de 52 ans est blessé par l'explosion d'un mur en béton, qui projette des débris et le frappe à la taille. Il est transporté à l'hôpital.
Le 1er mai 2023, une bagarre éclate au casino du Galaxy Macao entre des joueurs mécontents des paris. L'incident implique 13 personnes, qui sont ensuite interdites d'entrer à Macao pour une durée de 1 à 4 ans et interdites d'entrer dans les casinos pendant deux ans,. La vidéo de la bagarre circule rapidement en ligne, et le chef de la sécurité publique, Wong Sio-chak, déclare que l'incident a un impact « sérieux » sur l'image de Macao.

## Installations

### Hôtels

#### Galaxy Hotel
Le Galaxy Hotel est la marque indépendante parmi les trois hôtels cinq étoiles du Galaxy Macao. Il propose 1 500 chambres modernes, dont 150 suites. La conception des chambres et des produits de salle de bain est réalisée par le célèbre designer hongkongais Alan Chan.

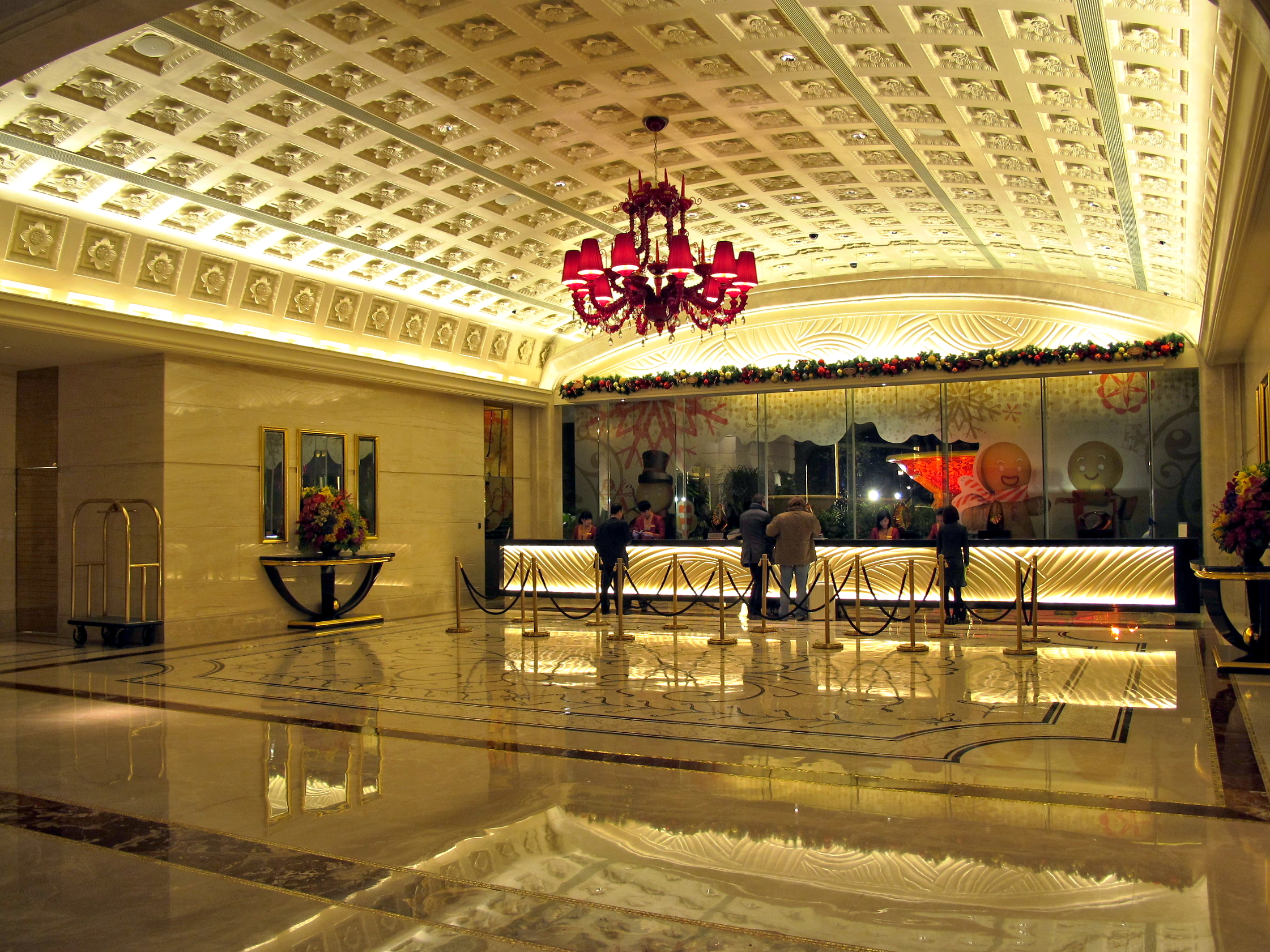
Réception
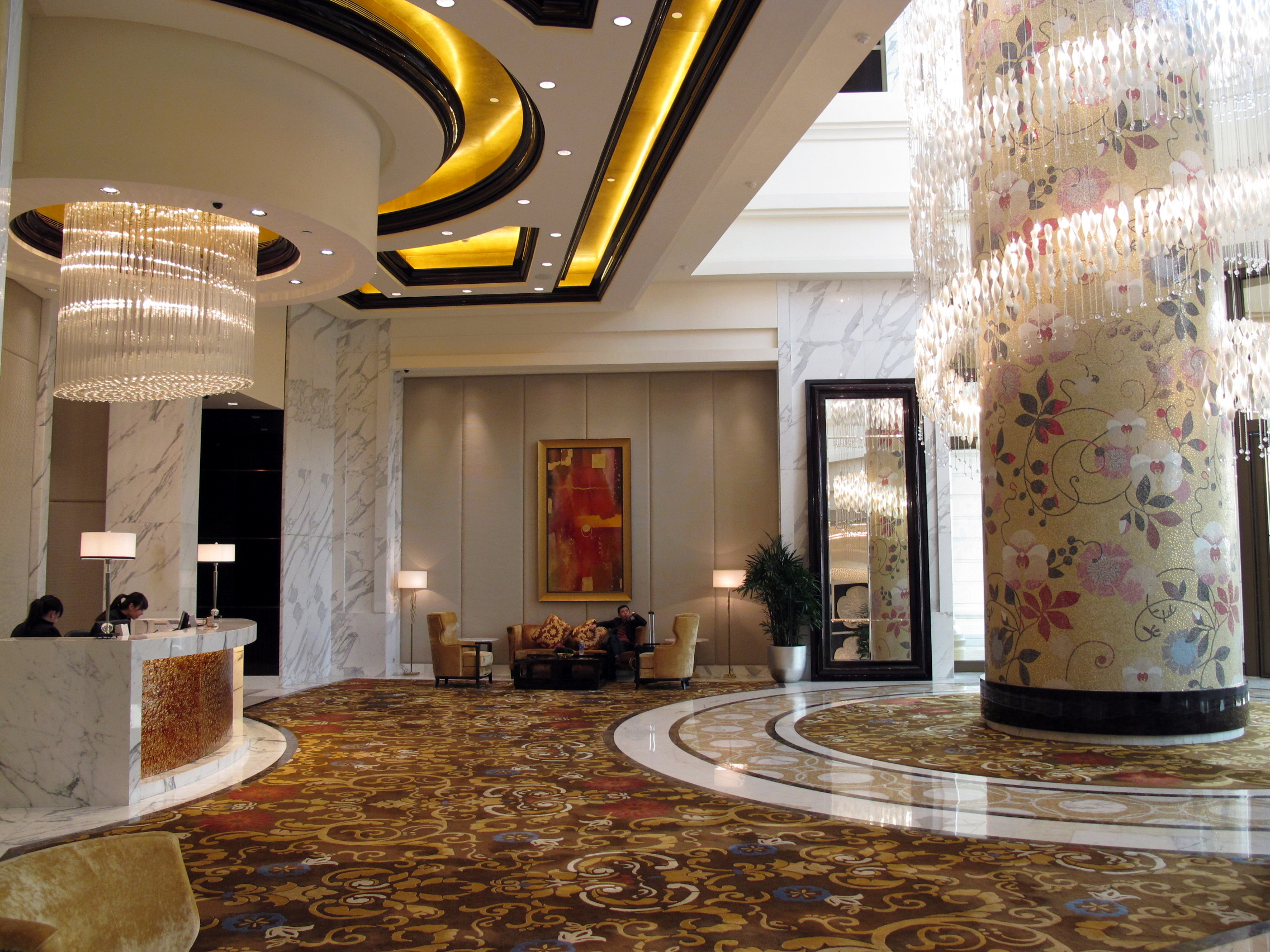
Entrée VIP

#### Hôtel Okura Macao
L'hôtel Okura Macao fait partie des 17 hôtels Okura au Japon et des 6 hôtels Okura dans le monde. C'est l'un des partenaires du Galaxy Macao, offrant environ 450 chambres. Les chambres mettent en avant un style simple et un confort japonais.
L'hôtel dispose de quatre restaurants, dont le Wah Teng Restaurant situé au sixième étage, spécialisé dans les fruits de mer occidentaux et les plats grillés, le restaurant japonais Yamagata au 28ème étage, spécialisé dans la cuisine traditionnelle japonaise, le salon de banquet Okura offrant des dim sum et des plats cantonais, et le Naha situé dans le hall de l'hôtel Okura Macao, spécialisé dans les collations légères japonaises, les pâtisseries japonaises et les cocktails.
L'hôtel dispose également d'un centre de remise en forme au 29ème étage, comprenant une salle de sport, une piscine, un sauna et un bain à remous.

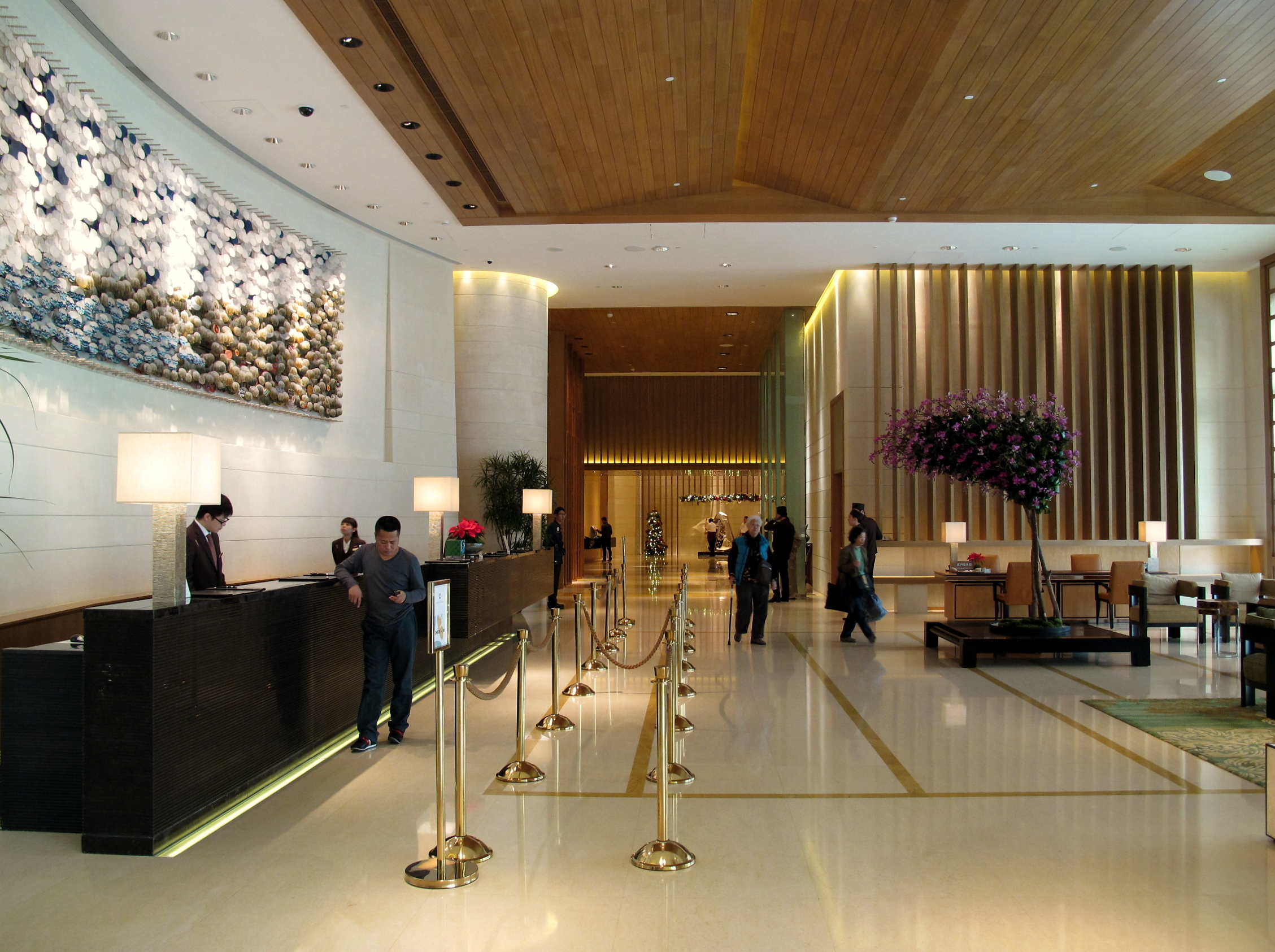
Hall de l'hôtel (2011)
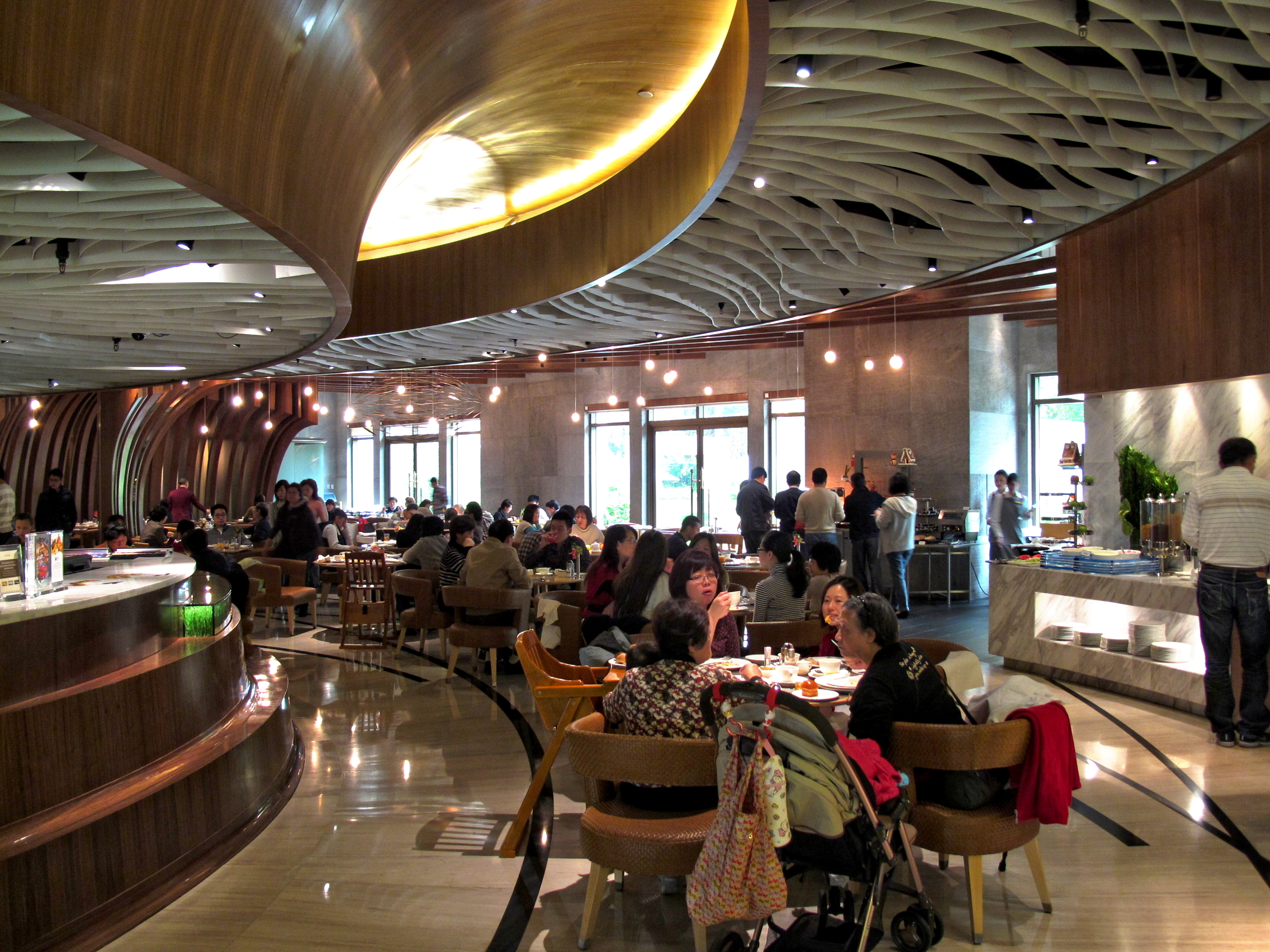
Restaurant au 2ème étage (déménagé au sixième étage de l'hôtel en 2014)
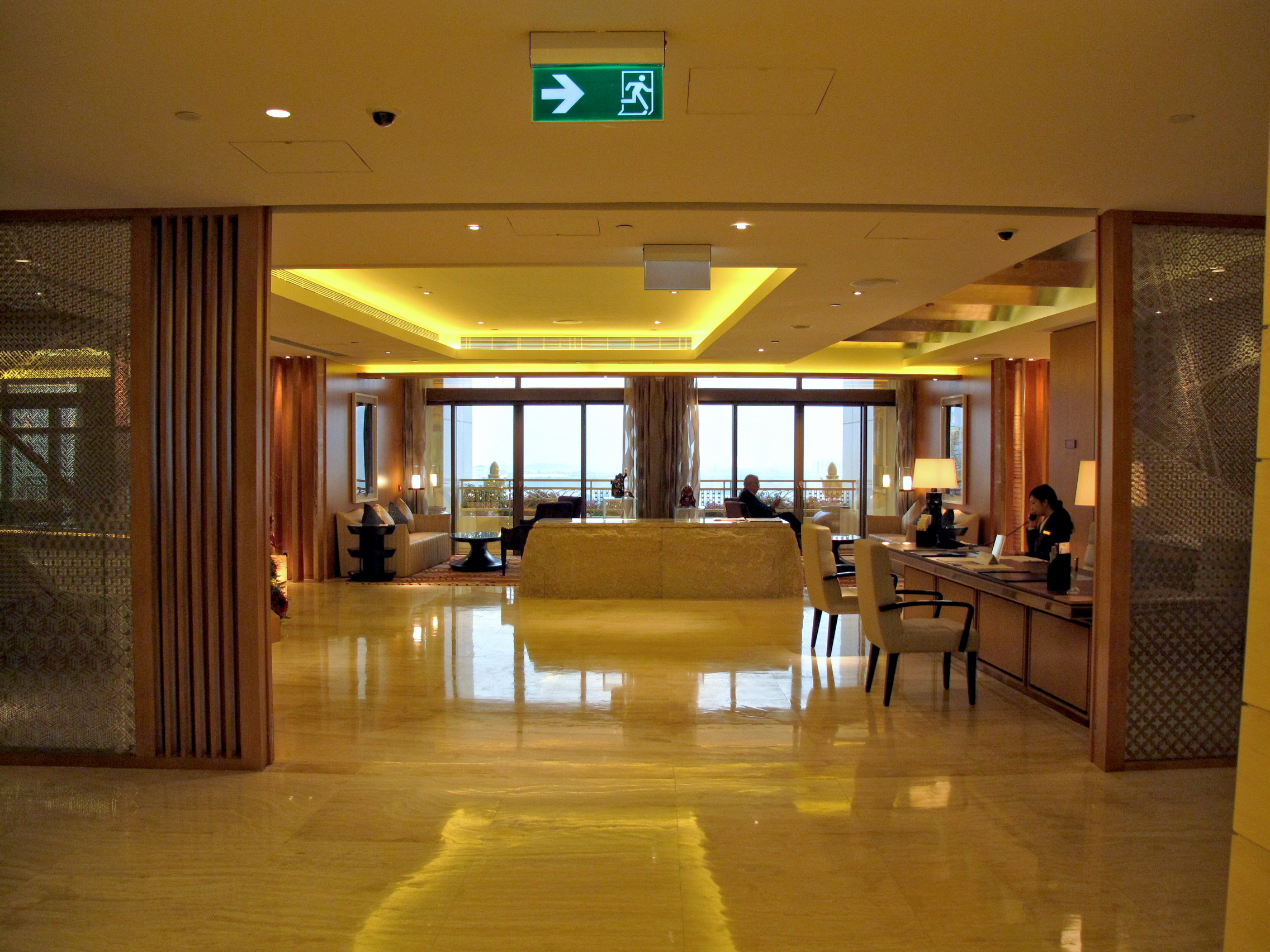
Centre d'affaires
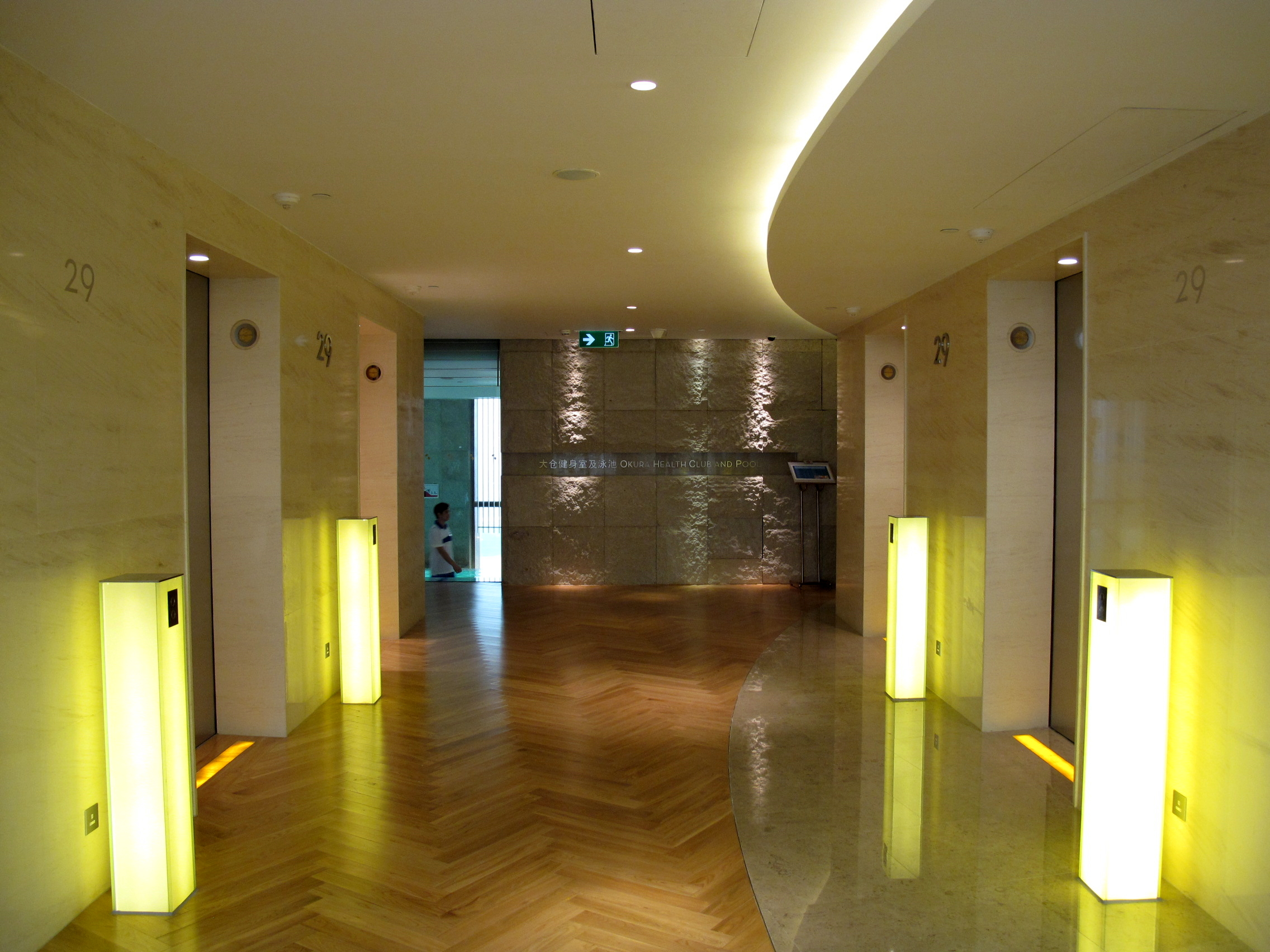
Centre de remise en forme et piscine Okura

#### Banyan Tree Macau
Le Banyan Tree Macau est un autre partenaire du Galaxy Macao, offrant environ 250 suites, ainsi que 10 villas indépendantes. Toutes les suites de luxe sont équipées de piscines privées, et c'est le seul hôtel à Macao à disposer de villas indépendantes avec jardins privés et piscines privées. Les villas standards avec piscine couvrent 450 m², tandis que les villas avec piscine et jardin couvrent 950 m². L'hôtel abrite également trois restaurants thématiques : Belon, Saffron et Putien. Le Belon, situé au 31ème étage de l'hôtel, offre une ambiance marine et propose des fruits de mer européens et des plats grillés. Le Saffron, situé dans le hall principal, est le restaurant emblématique du Banyan Tree, spécialisé dans la cuisine thaïlandaise, avec une décoration inspirée de la Thaïlande. Le Putien, ouvert le 18 avril 2023, est le premier restaurant de cuisine du Fujian au Galaxy Macao, spécialisé dans la cuisine du Fujian et d'Asie du Sud-Est.
Le Banyan Tree Macau abrite également le Banyan Tree Spa Macao, équipé de deux piscines de spa inspirées de la forêt tropicale et d'un espace spa de 3 400 m².

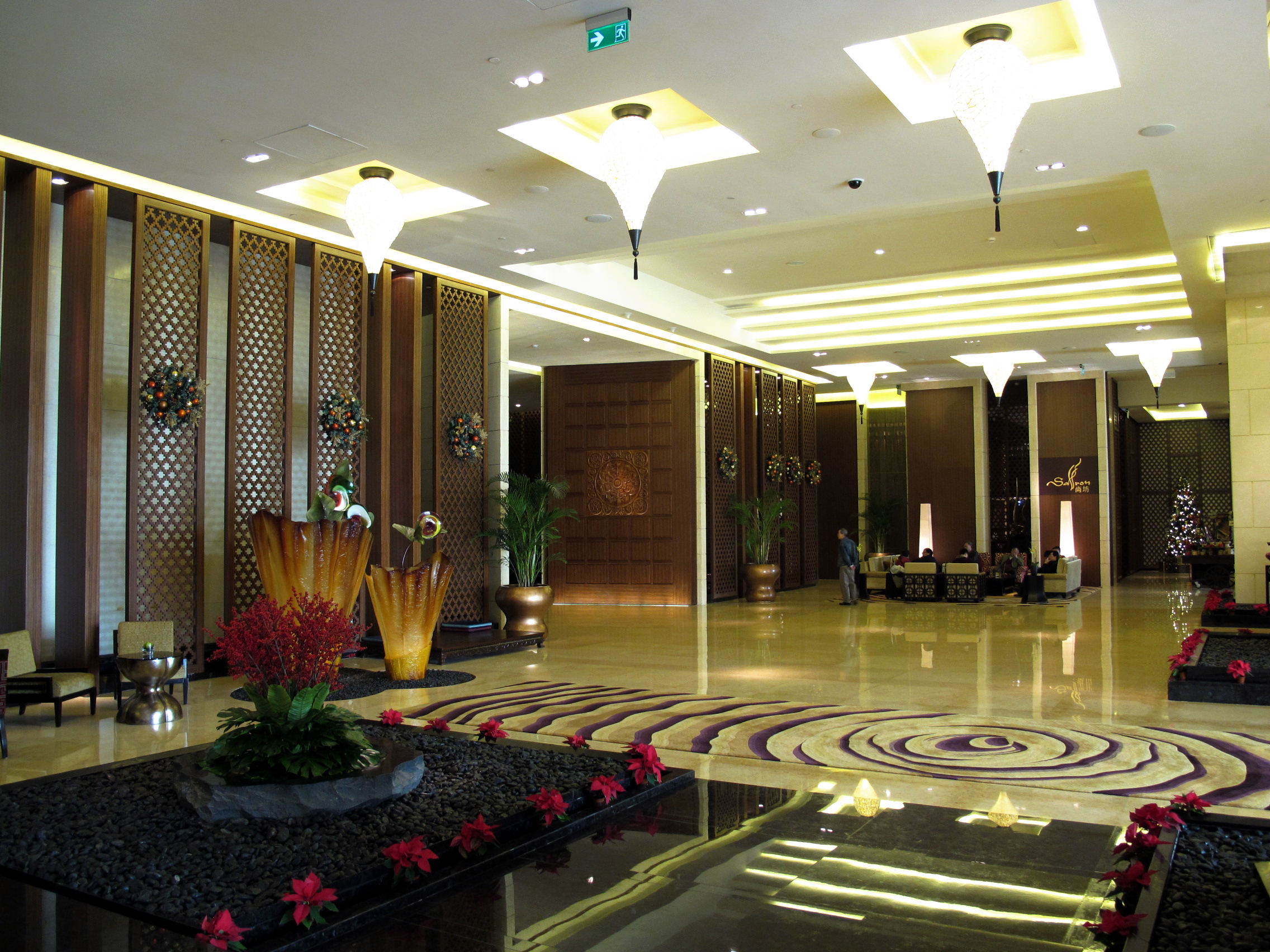
Hall de l'hôtel
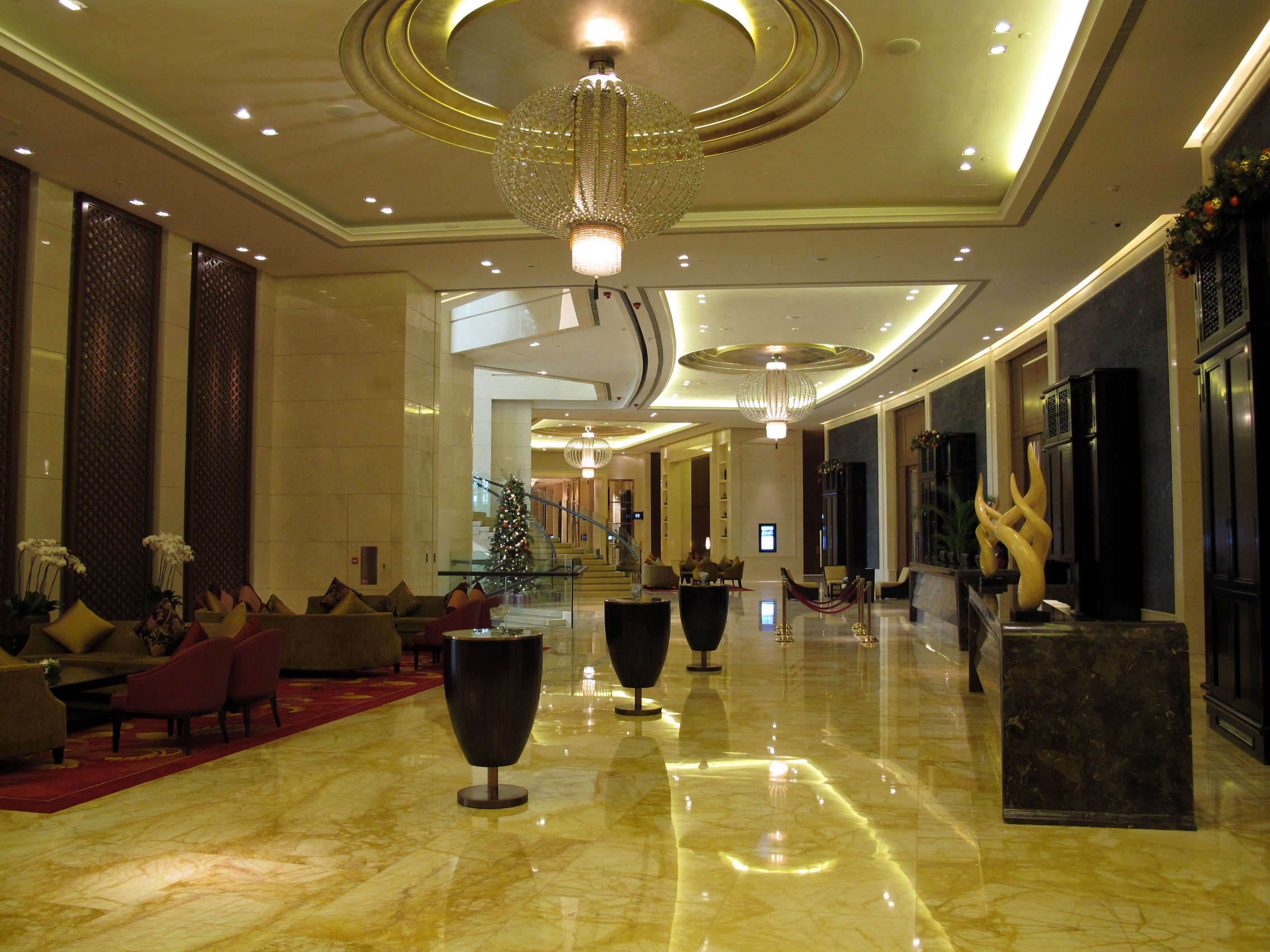
Hall de la salle de banquet au 2ème étage
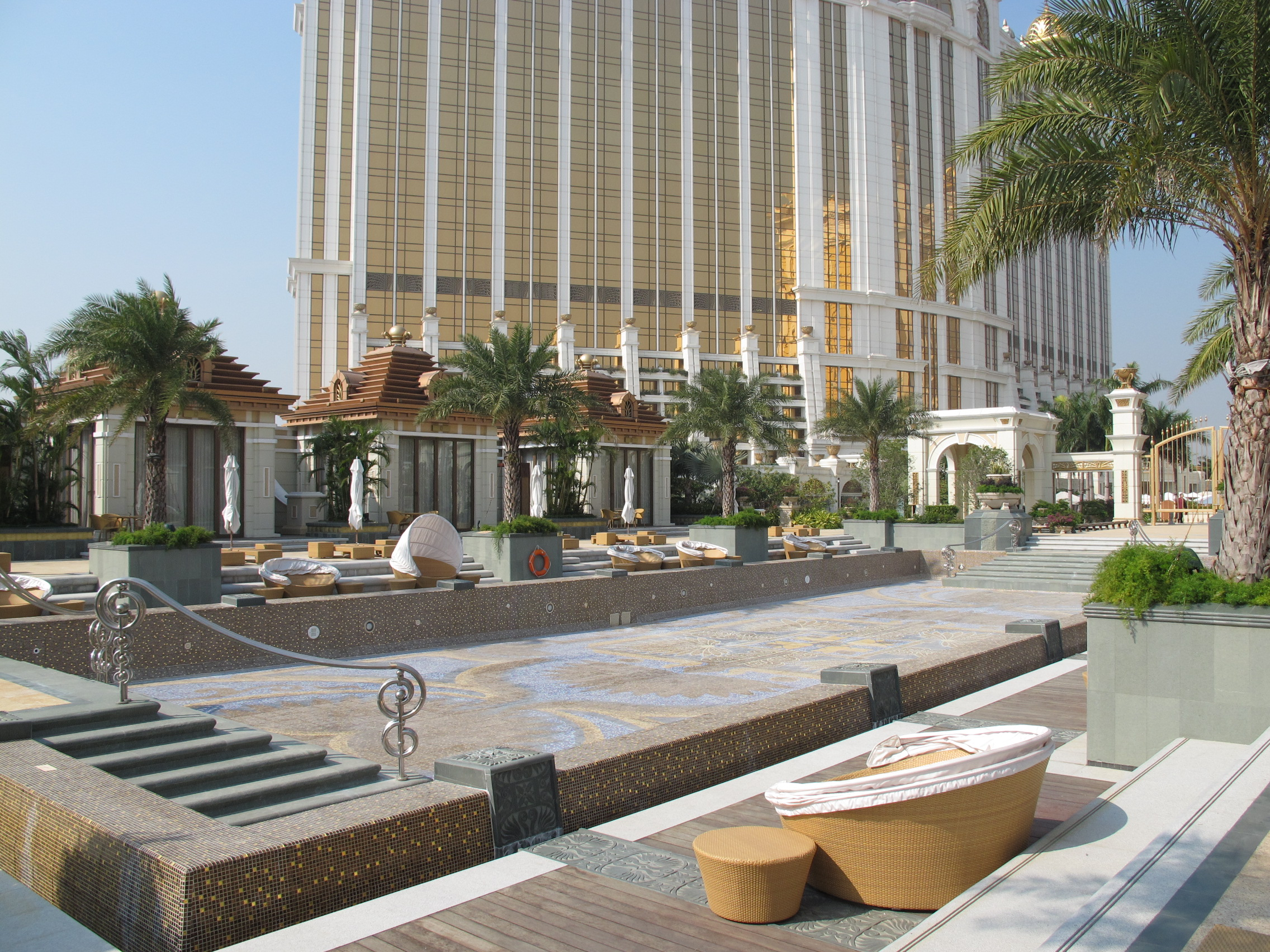
Piscine du Banyan Tree
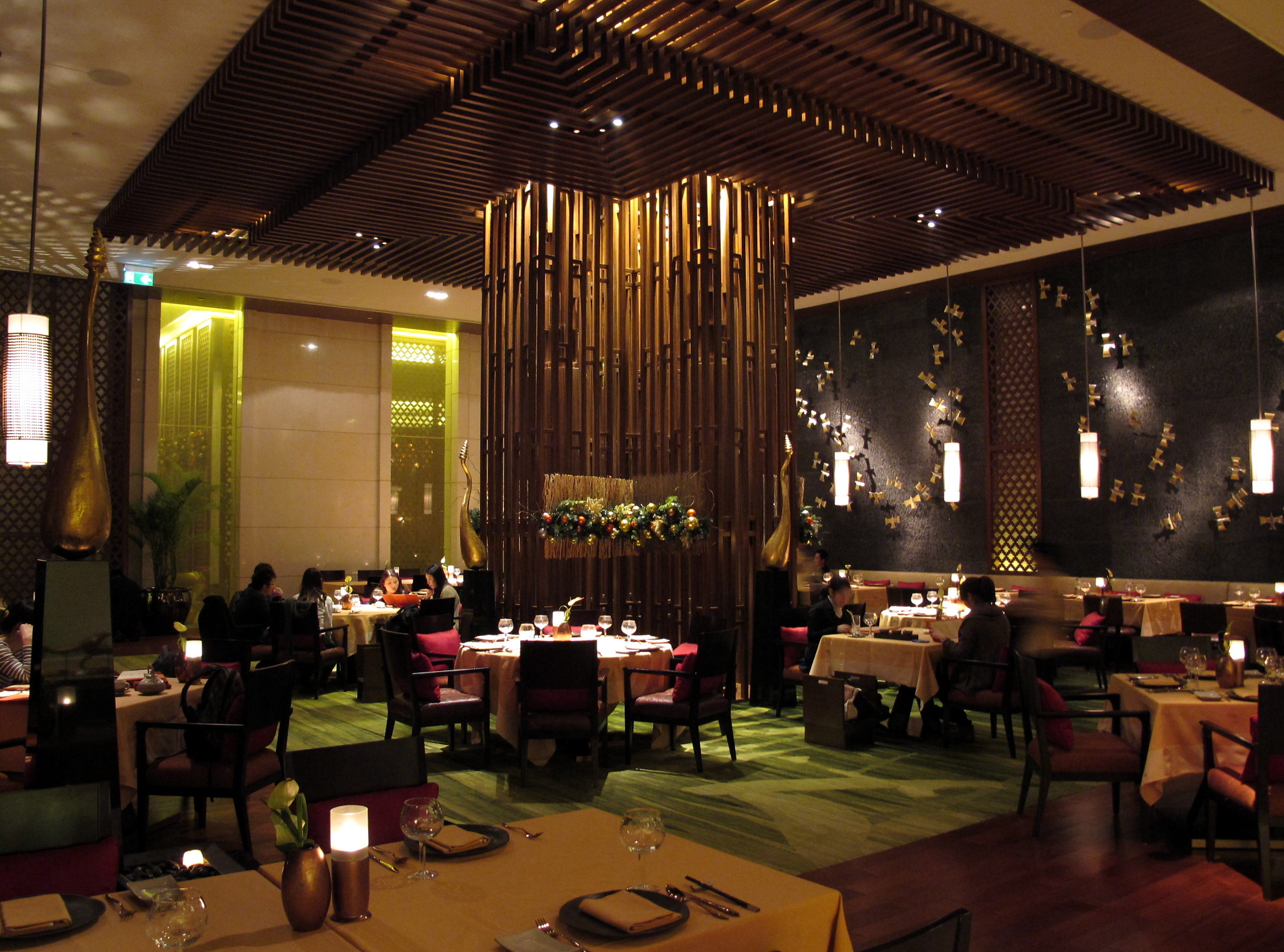
Le restaurant Saffron

#### Ritz-Carlton Macao
Ouvert en mai 2015, situé du niveau souterrain au 3ème étage et du 32ème au 53ème étage, l'hôtel dispose de plus de 250 suites.

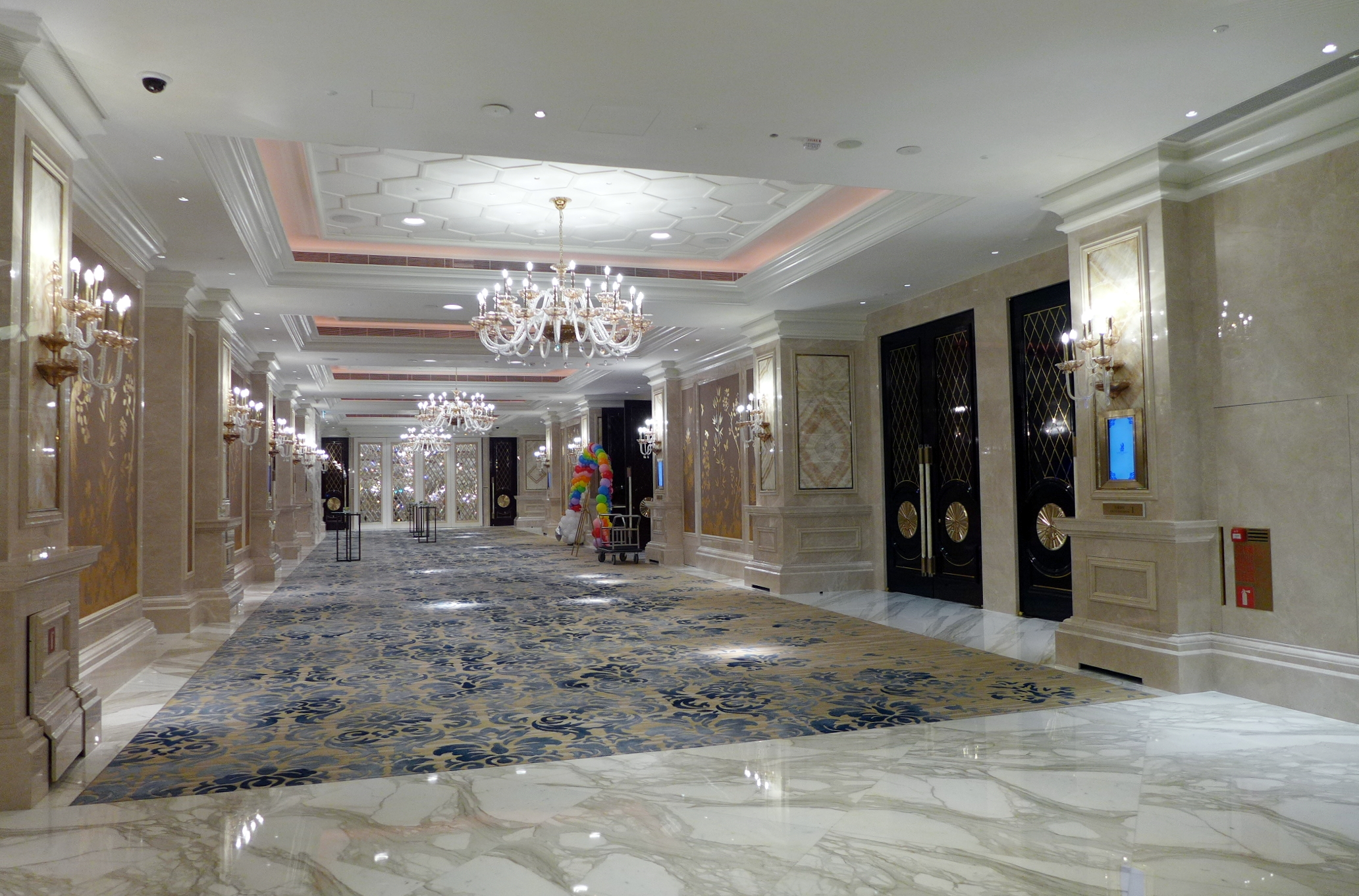
Hall de la salle de réunion du Ritz-Carlton Macao

#### JW Marriott Hotel Macao
Le JW Marriott Hotel Macao (zh) est le plus grand JW Marriott en Asie, ouvert en mai 2015, situé du niveau souterrain au 31ème étage, avec 1 015 chambres et suites.

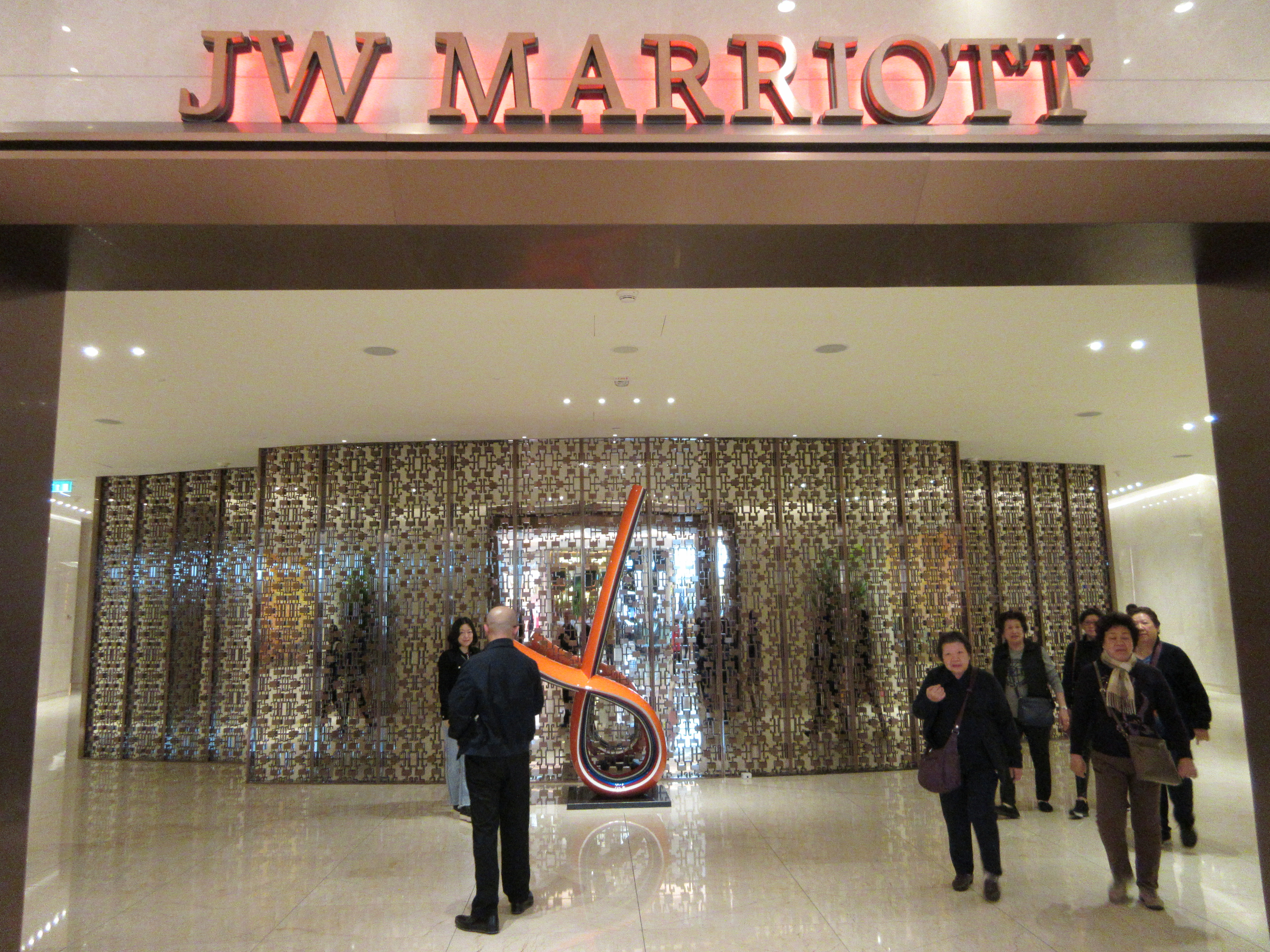
Entrée latérale du JW Marriott Hotel

#### Raffles at Galaxy Macau

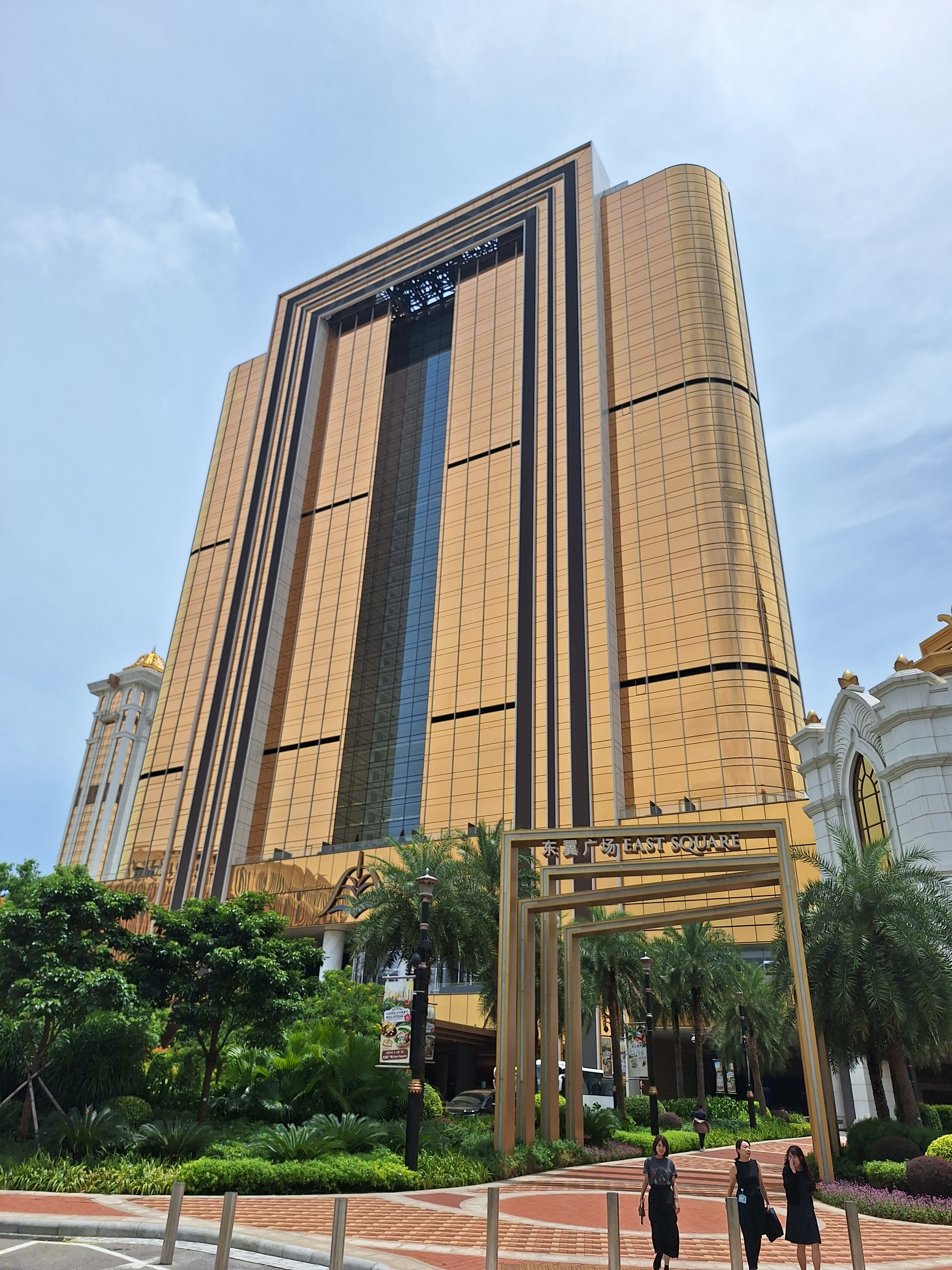
Bâtiment du Raffles at Galaxy Macau.

Ouvert le 16 août 2023, l'hôtel est géré de la même manière que l'hôtel Raffles original situé à Singapour. L'hôtel offre 450 suites, situé sur le côté est du complexe, sur le site de l'ancienne gare routière. La façade du bâtiment est équipée d'un dispositif LED, chaque étage est relié par des passerelles en verre, et la conception de l'hôtel met en avant la fusion culturelle sino-occidentale de Macao. L'hôtel dispose de deux bars et d'un restaurant japonais, dont le Raffles Long Bar qui sert le célèbre cocktail singapourien Singapore Sling.

#### Mandarin Oriental Macao
Conçu par le célèbre cabinet d'architecture parisien Moinard Bétaille, le Mandarin Oriental Macao s'inspire de la luxuriante forêt tropicale et du paysage naturel de Macao. Il dispose de 36 villas suspendues et de 57 suites. Toutes les villas suspendues sont équipées de terrasses privées et de piscines à débordement transparentes, de jardins privés et d'autres équipements de luxe. Les 57 suites offrent également une vue imprenable sur la ville de Macao, créant une expérience de luxe inégalée.

### Parc aquatique
Le parc aquatique de 2 000 m² comprend une plage de sable ainsi que la plus grande piscine à vagues au monde.

### Centre commercial The Promenade Shops
La première phase du centre commercial est divisée par deux avenues commerçantes, avec un design en marbre et des colonnes de pierre, incluant le hall de cristal et le hall de diamant. L'avenue ouest est principalement occupée par des marques de montres et de bijoux de luxe, avec des locataires tels que Jaeger, Piaget, Roger Dubuis, Van Cleef & Arpels, la boutique d'artisanat Banyan Tree (en) et la banque industrielle et commerciale de Chine. L'avenue orientale est principalement occupée par des marques grand public, avec des locataires principaux tels que Optical 88 (en), Mannings (en), Okashiland (zh), Godiva, Häagen-Dazs, Pacific Coffee (en), Liki Tong Xun, Lukfook (en), la boutique Galaxy et la pharmacie chinoise Jin Cheng.
Les options de restauration incluent le célèbre restaurant de Hong Kong Tsui Wah Restaurant (en), le restaurant cantonais Dan Gui Xuan, Jin Xuan Ge, un restaurant portugais et un restaurant chinois renommé Ming Jia. L'aire de restauration asiatique propose 13 marques différentes, dont Pepper Lunch (en), le restaurant vietnamien Pho 24, New York Fries, Xiang La Wu, Lo Fu Ren Zuan Cha Chaan, Pizza et Da Ge Shao Wei.

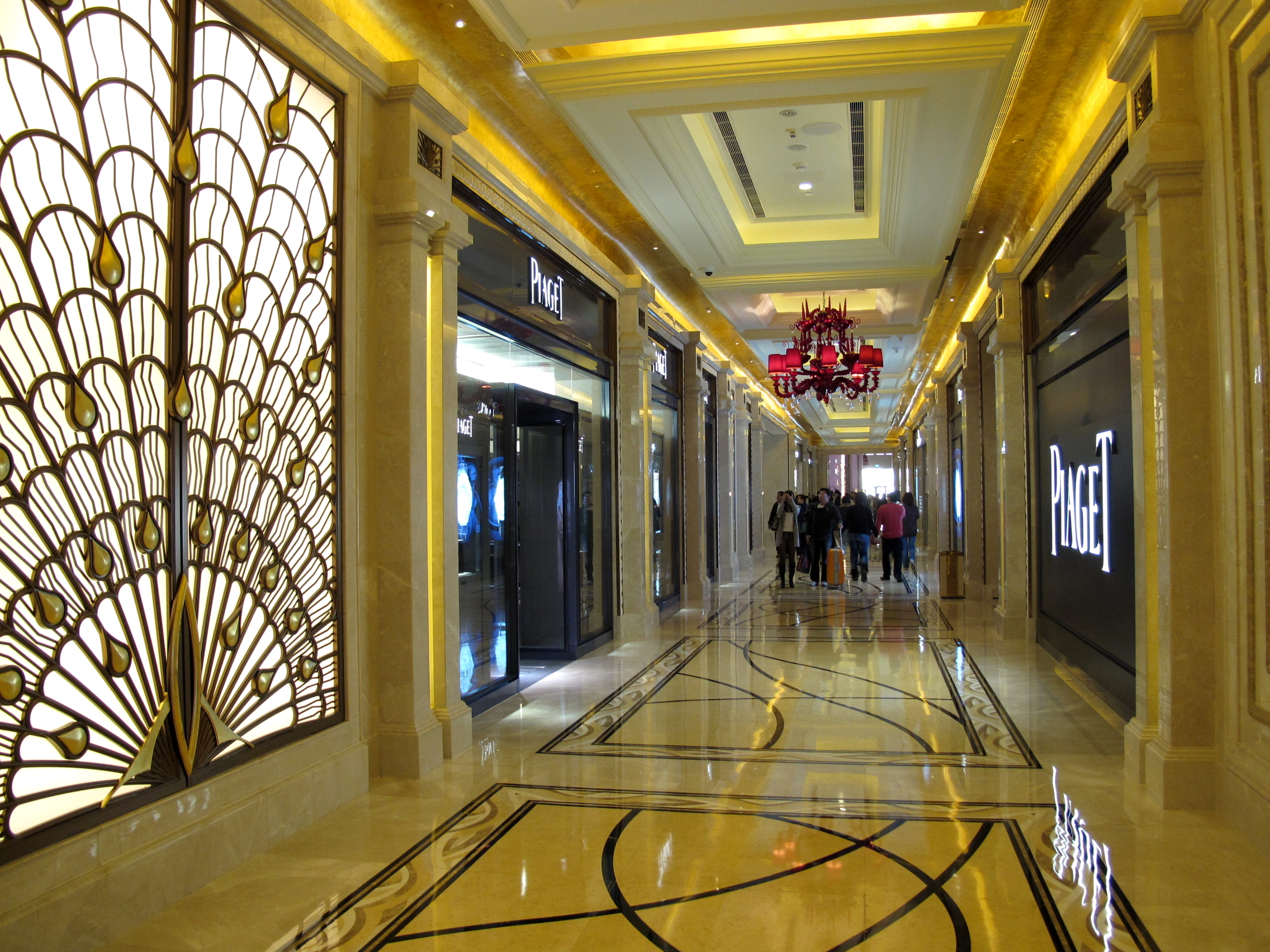
Avenue ouest
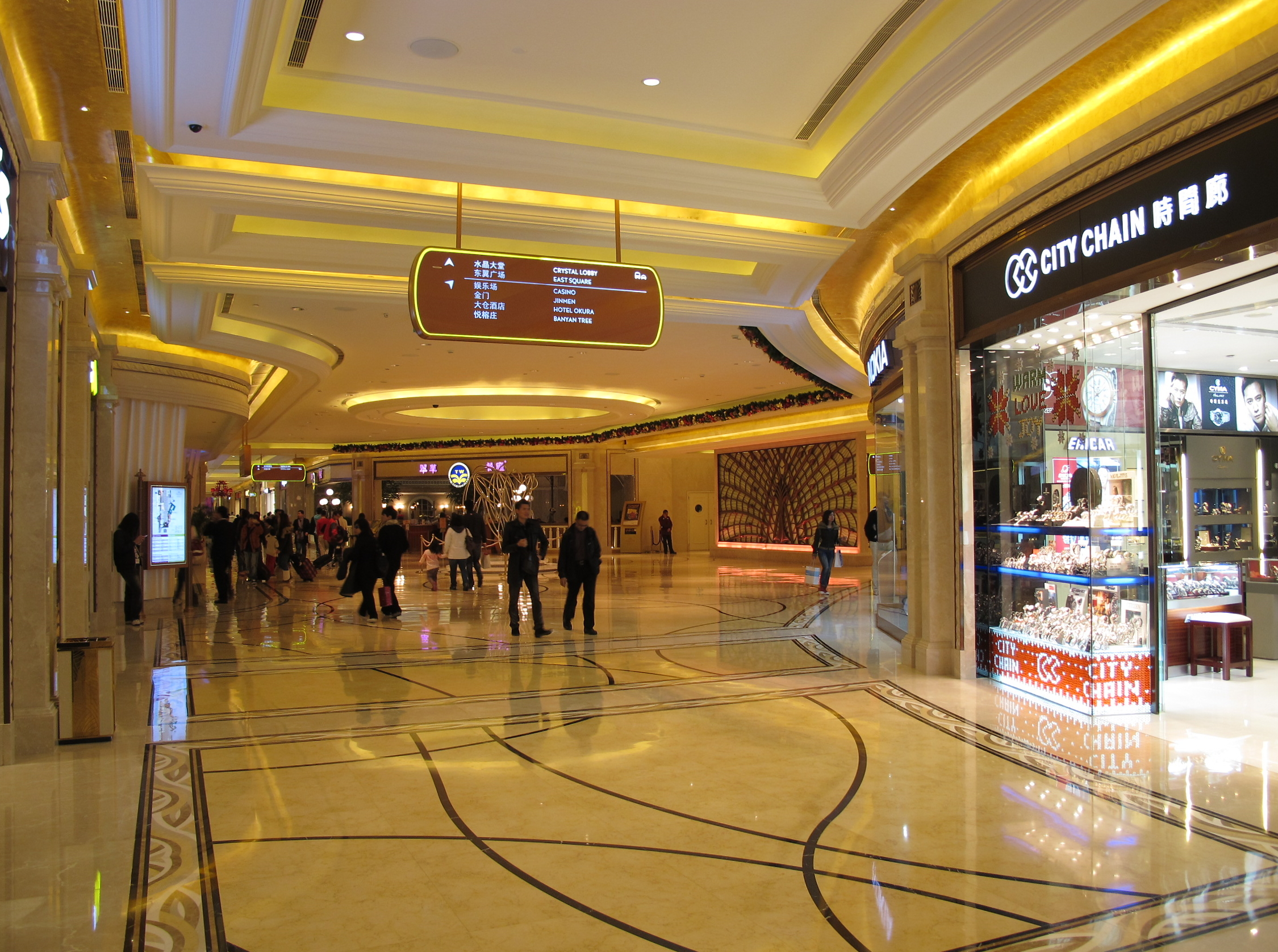
Avenue est
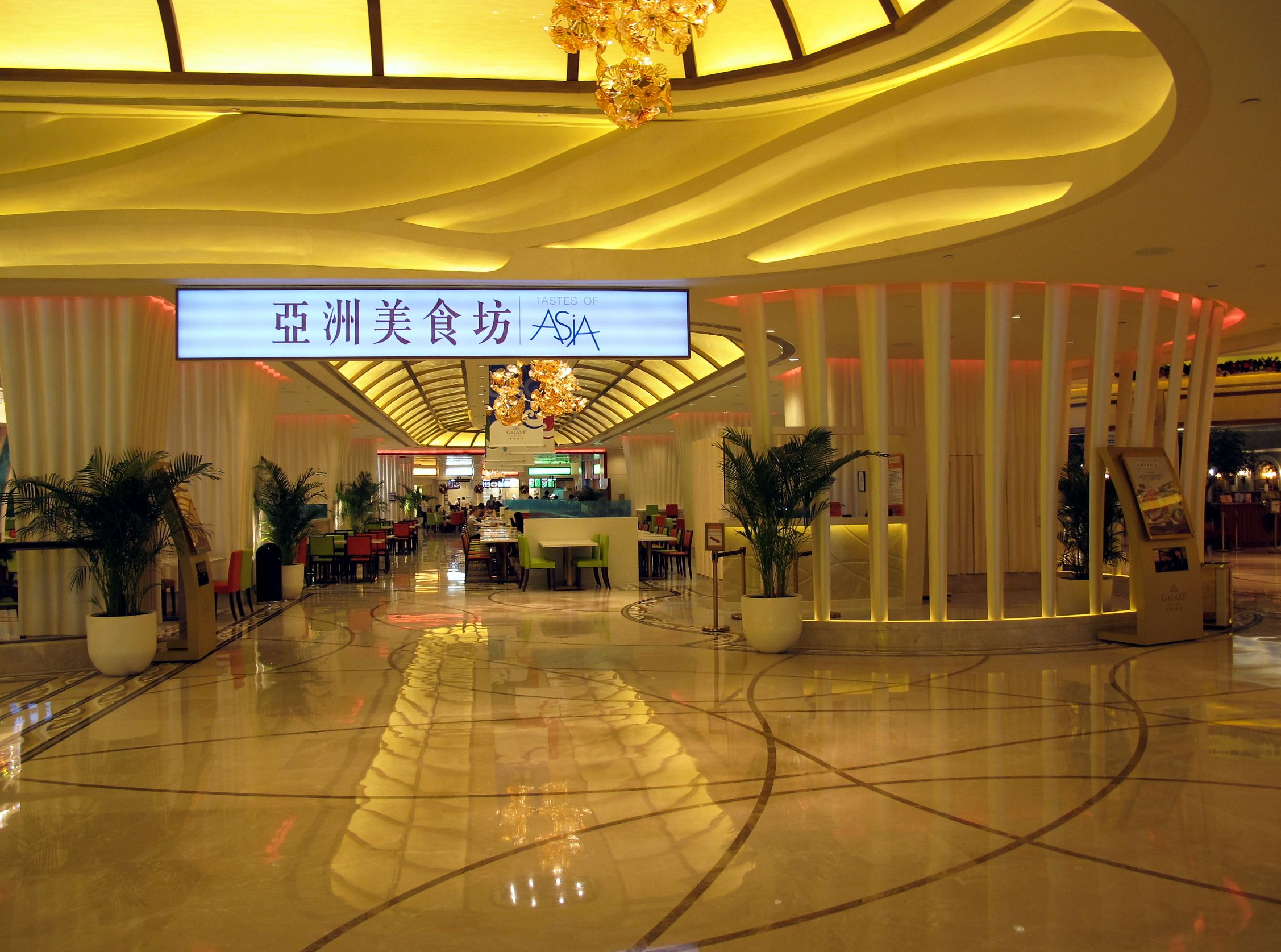
Aire de restauration asiatique
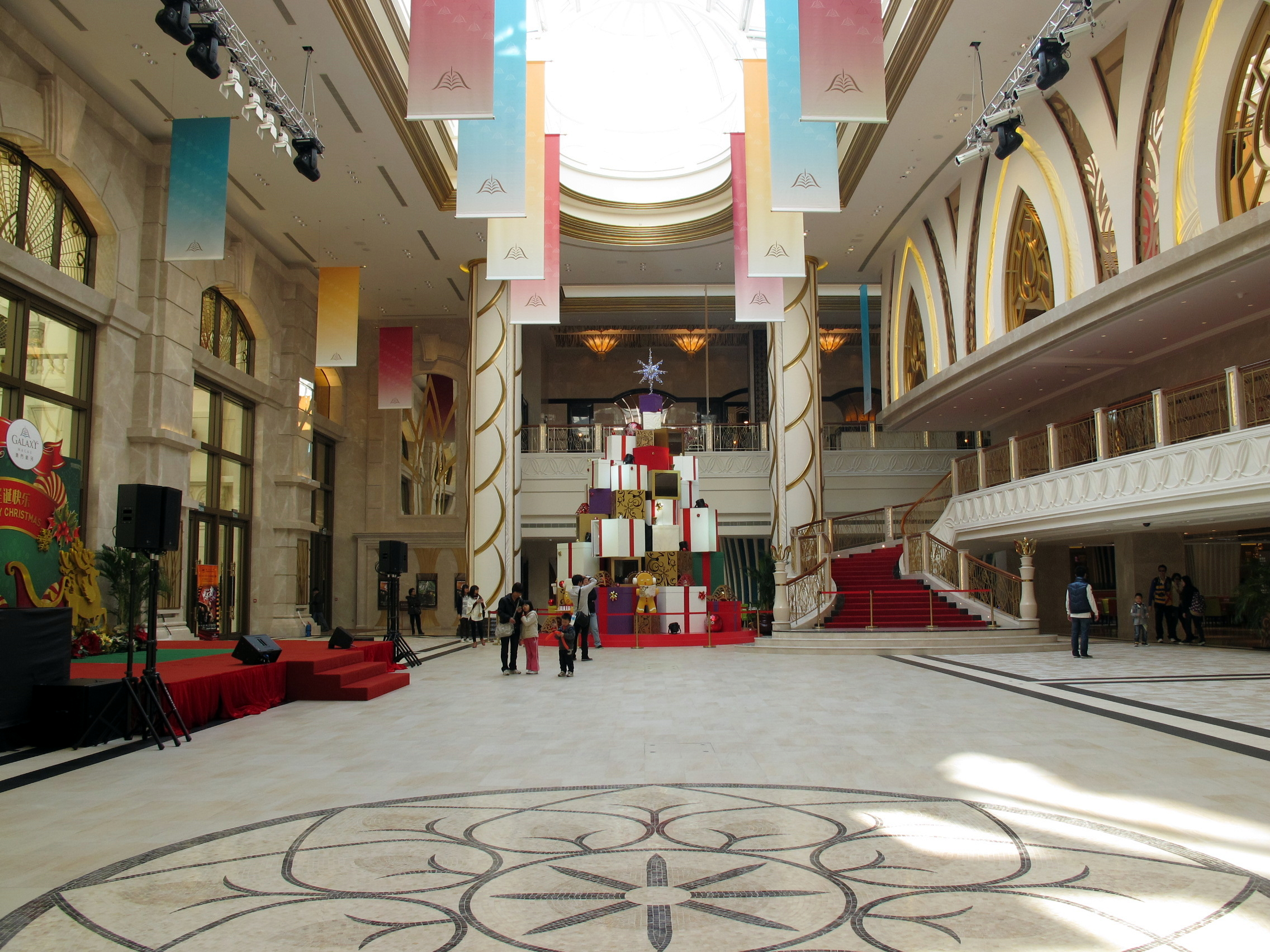
Place est

La deuxième phase du centre commercial, après son achèvement, est reliée à la première phase du centre commercial, nommée avenue centrale, ajoutant le hall Jade, le hall Perle et le hall Platinum, reliant les deux avenues de la première phase, formant une boucle. La deuxième phase du centre commercial est conçue par Benoy, avec une superficie totale de plus de 100 000 m², accueillant plus de 200 marques de luxe, ouverte en mai 2015. Les locataires principaux incluent H&M, Burberry, Dior, Louis Vuitton, Nike, Adidas, DFS Beauty et le premier Apple Store de Macao. Parmi eux, environ 30 marques entrent pour la première fois à Macao, dont Alexander McQueen, Georg Jensen, Delvaux, Harry Winston, Maje, Moncler, Mulberry, Proenza Schouler, Roger Vivier et Sandro. Le deuxième étage dispose d'une passerelle reliant The Boulevard Macao.

### Autres

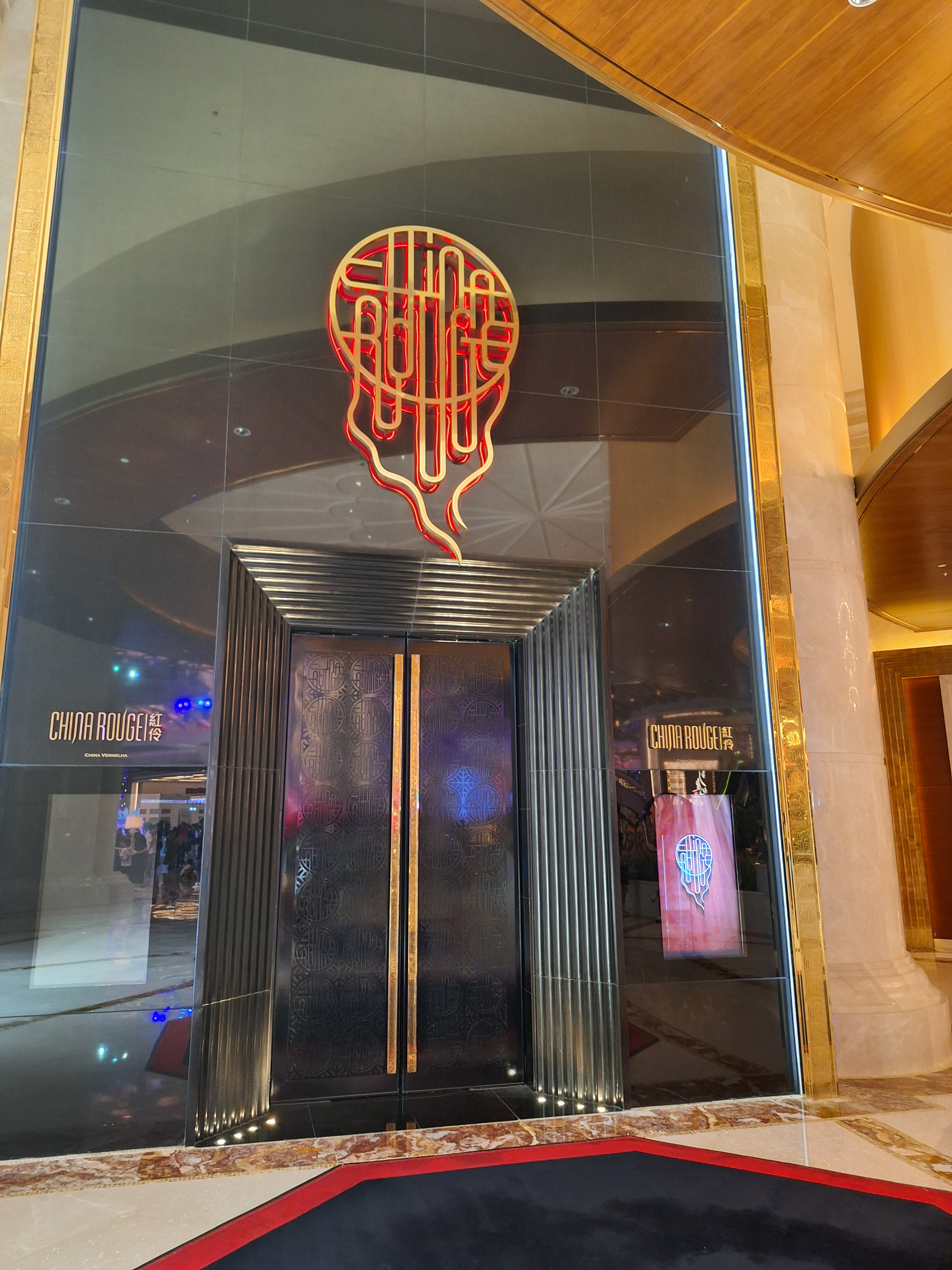
Entrée du club privé de luxe China Rouge.

Le Diamond Lobby du Galaxy Macau abrite le club privé haut de gamme China Rouge et le cinéma Galaxy, qui comprend environ 16 000 m² d'espace et dix salles de cinéma indépendantes. Cinq des salles de cinéma VIP peuvent offrir une restauration cinq étoiles, un service de bar par des barmans dédiés et des sièges inclinables confortables.

#### Galaxy Cinemas
Anciennement connu sous le nom de UA Galaxy Cinemas, le cinéma utilise l'équipement de projection numérique 4K IMAX Dolby le plus avancé au monde pour projeter des films, devenant le premier cinéma de Macao à projeter des images haute définition 4K IMAX Dolby. Il est inauguré le 15 décembre 2011. Il comprend 10 salles, dont une grande salle de théâtre, cinq salles VIP et quatre salles standard. Le prix des billets est généralement de 110 patacas pour les films standard et de 140 patacas pour les films 3D, tandis que les billets VIP coûtent 280 patacas. Le cinéma propose également un service de billetterie en ligne. Il offre un total de 801 sièges individuels et 8 sièges doubles (pouvant accueillir 16 personnes). C'est le premier cinéma du groupe à ouvrir à Macao.
Bien que le nom soit UA Galaxy Cinemas, le cinéma est en réalité géré par le Galaxy Macao, et UA ne fait que prêter son nom. De plus, la chaîne de cinémas UA à Hong Kong a cessé ses activités en mars 2021. Le 14 avril 2021, le UA Galaxy Cinemas est officiellement renommé Galaxy Cinemas sur sa page de réseaux sociaux.

#### Galaxy International Convention Center

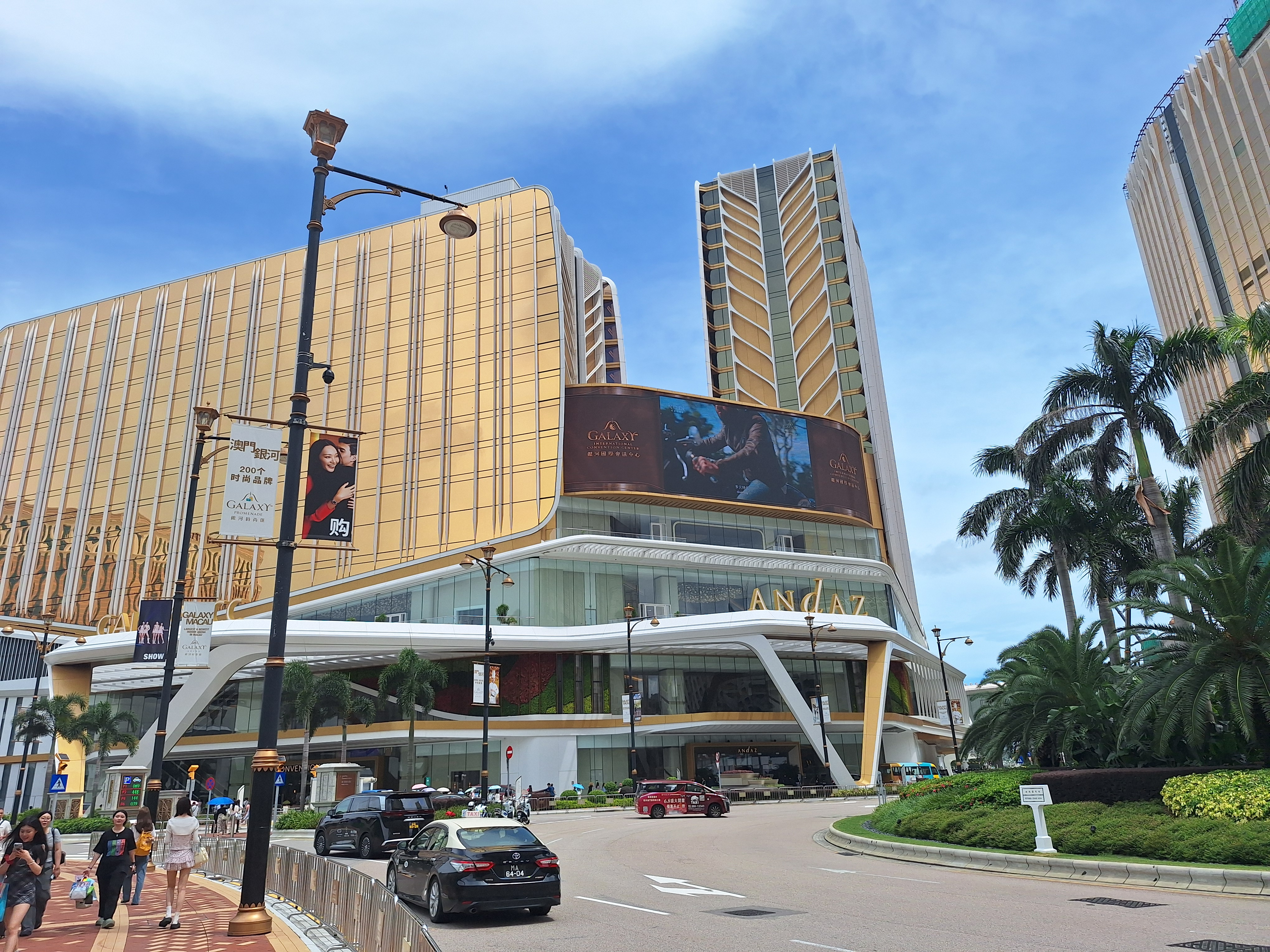
Le.

Le Galaxy International Convention Center (zh) est un projet majeur de la troisième phase du Galaxy Macao. Le centre de convention et d'exposition couvre une superficie totale de 40 000 m². Les installations comprennent un hall d'exposition sans colonnes de 10 000 m², une salle de conférence de 650 places, une salle de banquet pouvant accueillir 2 400 invités, une salle de conférence d'environ 4 000 m² et une salle de banquet pouvant accueillir plus de 1 000 invités,. De plus, le centre abrite le Galaxy Entertainment Center, qui peut accueillir jusqu'à 16 000 personnes, faisant de lui le plus grand centre de divertissement intérieur de Macao. Il peut être connecté à la salle d'exposition adjacente pour organiser des conférences ou des événements d'exposition,.

## Développements

### Deuxième phase

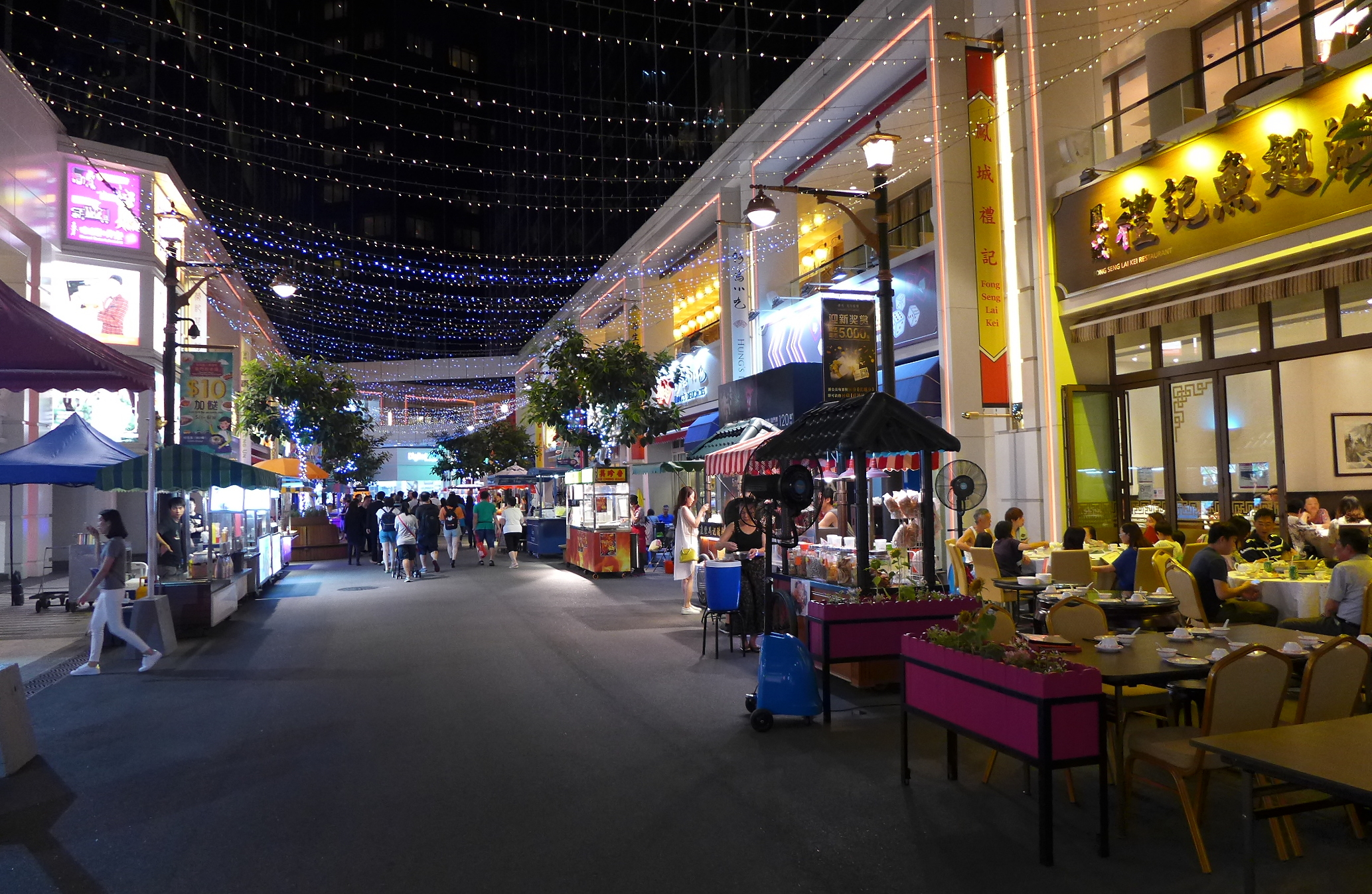
.

Galaxy Entertainment investit 160 milliards de patacas pour développer des hôtels et des installations de jeux dans le cadre du projet Galaxy Macau Phase 2. Pour compléter la première phase, le projet introduit les marques d'hôtels de luxe de Marriott International, incluant le premier hôtel tout en suites de la marque Ritz-Carlton et le plus grand JW Marriott Hotel en Asie, augmentant ainsi le nombre total de chambres du complexe à plus de 3 600. La deuxième phase, achevée en 2015, agrandit non seulement l'espace de divertissement du complexe, mais porte également la superficie de vente au détail à plus de 100 000 m², avec l'ouverture de plus de 200 magasins et l'ajout de plus de 45 restaurants internationaux, portant le total à 100. La deuxième phase et le projet Broadway Macao (zh), transformé à partir du Grand Waldo Complex, ouvrent le 27 mai 2015.

### Troisième phase
Le 6 novembre 2019, Galaxy Entertainment annonce que l'hôtel Andaz de Hyatt Hotels Corporation rejoindra la troisième phase du Galaxy Macao, avec une ouverture prévue pour la première moitié de 2021. En même temps, le Galaxy International Convention Center (GICC) et le Galaxy Arena, pouvant accueillir 16 000 personnes, ouvriront également leurs portes. Cependant, en raison de l'impact de la pandémie de coronavirus, l'ouverture est prévue pour la deuxième moitié de 2023. Actuellement, le centre de convention, qui inclut l'arène de divertissement, est en phase de pré-ouverture. Le projet inclut également le Raffles Hotel, offrant environ 450 suites ; en même temps, l'ancien hall de cristal sera rénové et renommé « Crystal Lobby », utilisant 380 000 pièces de cristal précisément coupées et 146 000 sources lumineuses contrôlées individuellement pour créer de nouvelles performances toutes les 30 minutes. De plus, le Capella Macao, situé entre le Ritz-Carlton Hotel et l'hôtel Okura, offrira environ 350 suites et disposera de piscines privées. Il est prévu d'ouvrir fin 2025.

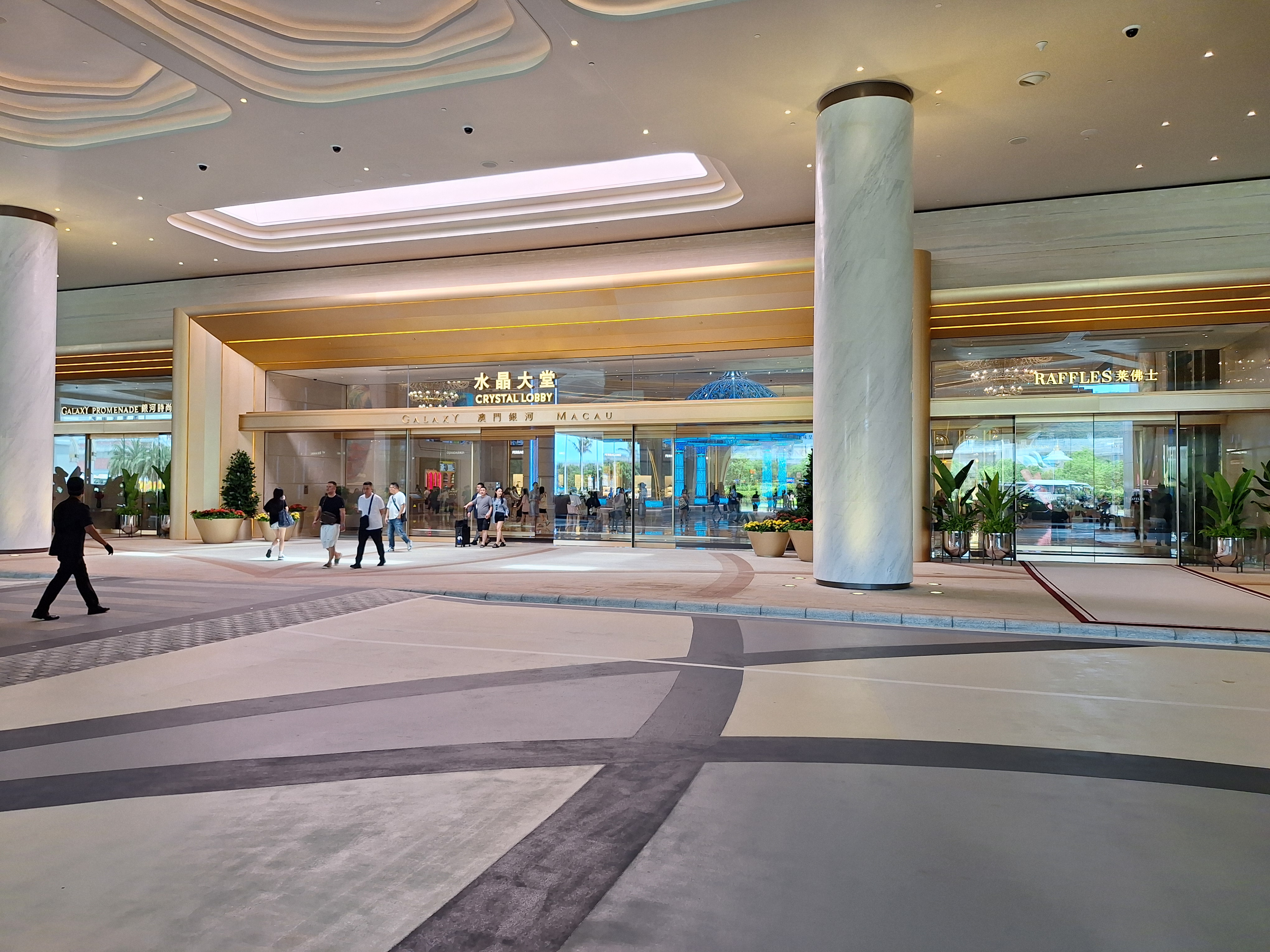
Entrée du nouveau Crystal Lobby (incluant l'entrée du Raffles Hotel)
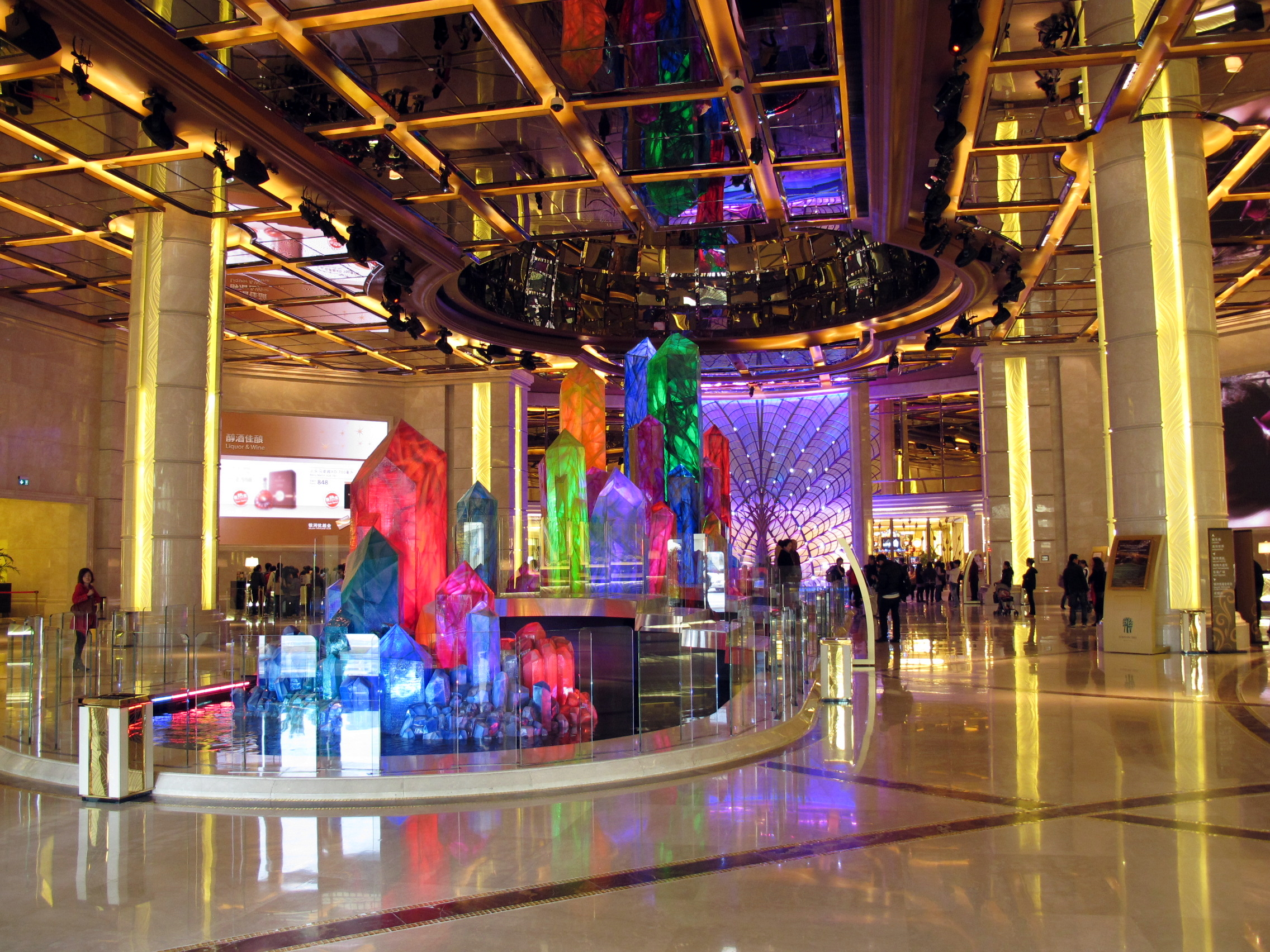
Ancien Crystal Lobby
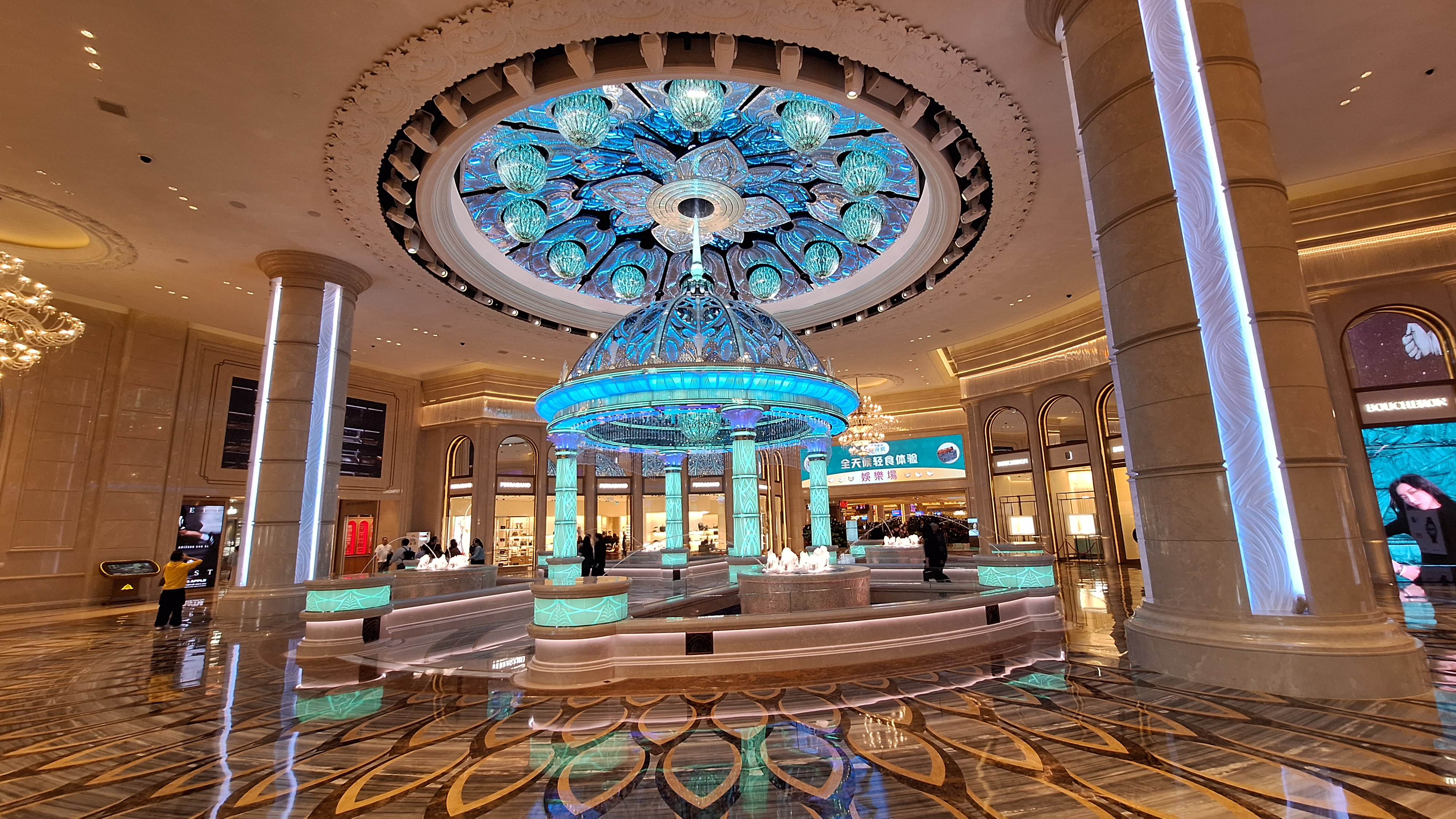
Nouveau Crystal Lobby (Crystal Lotus)
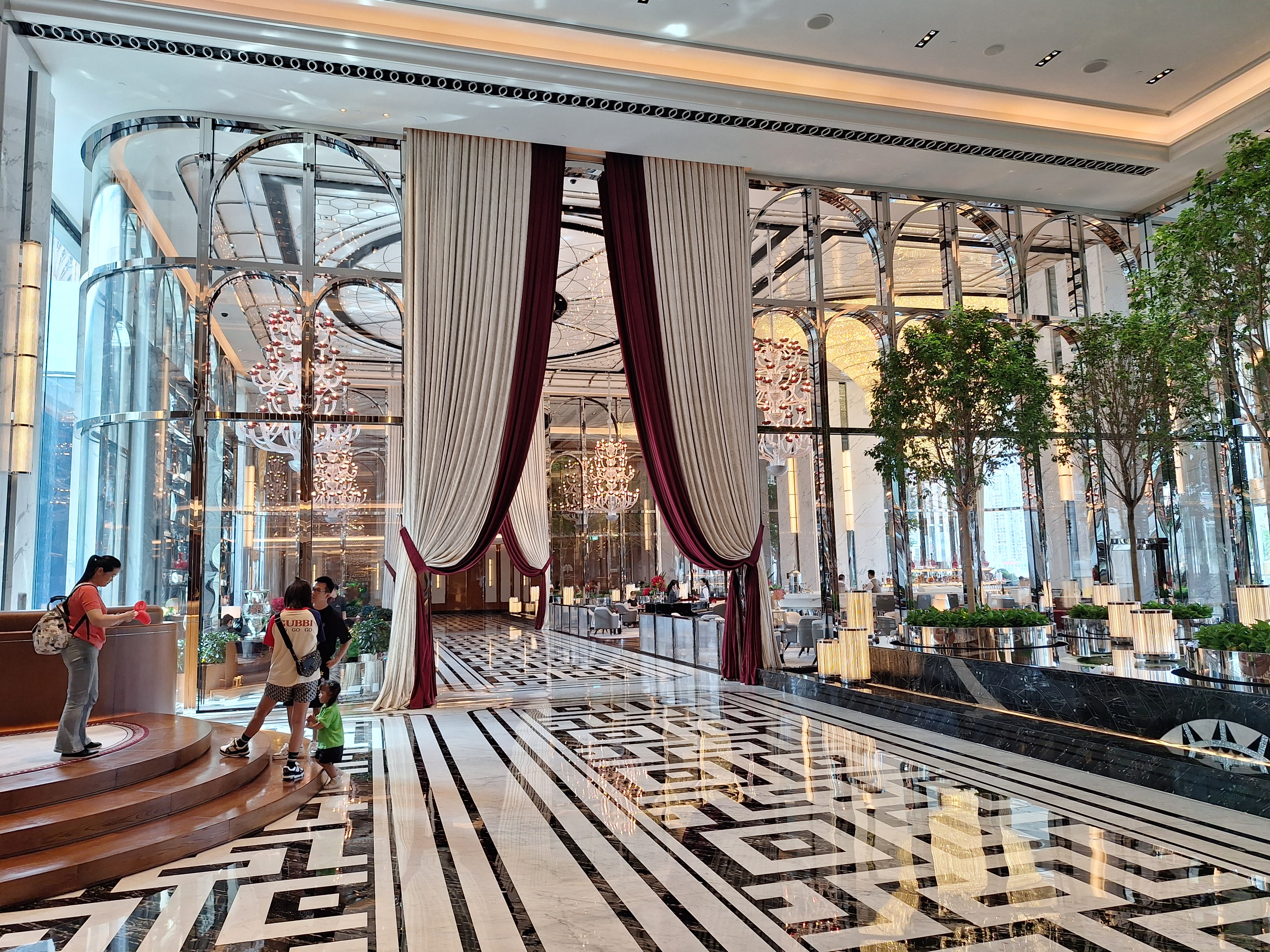
Hall du Raffles Hotel
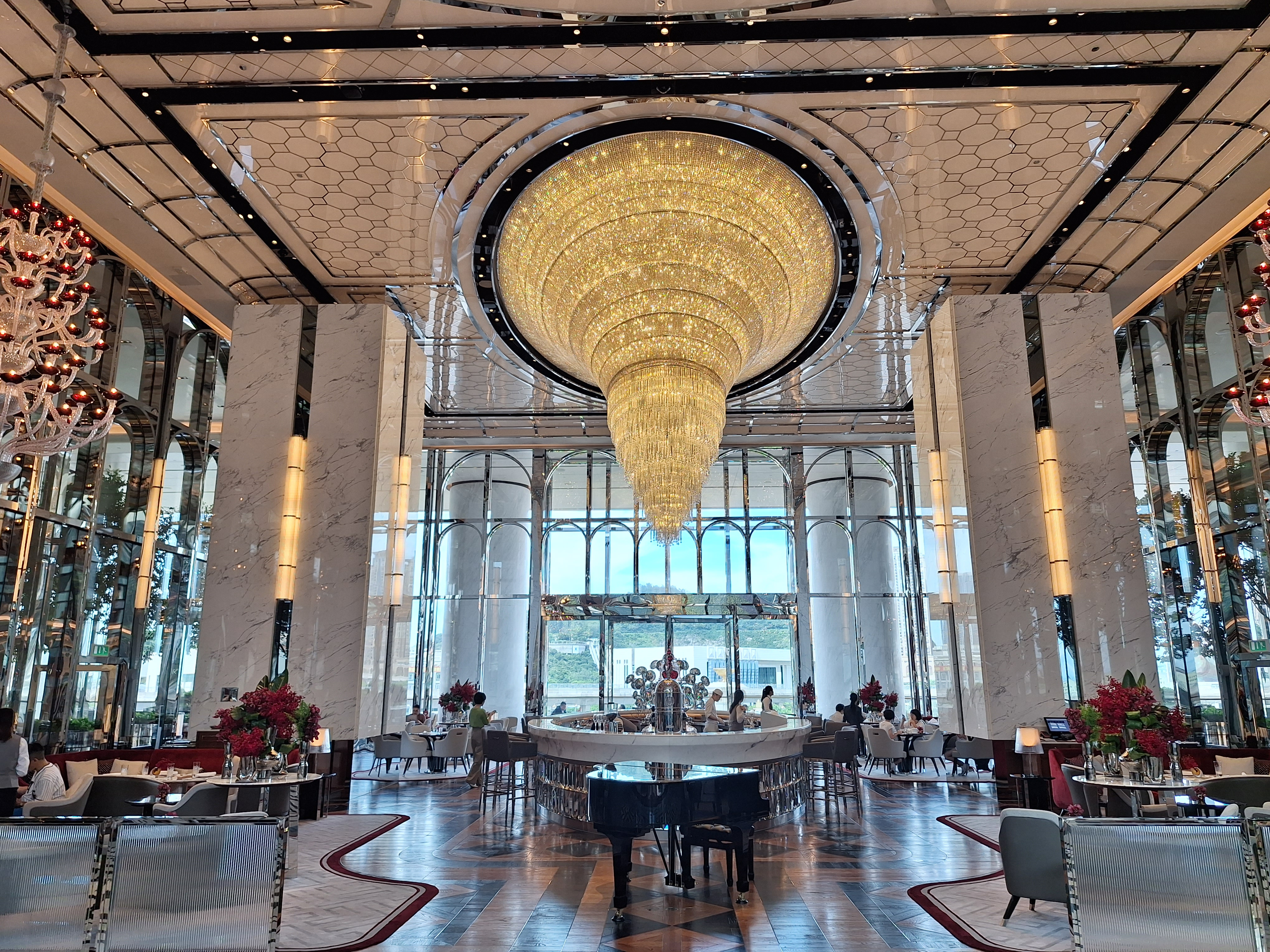
Raffles Long Bar & Terrace
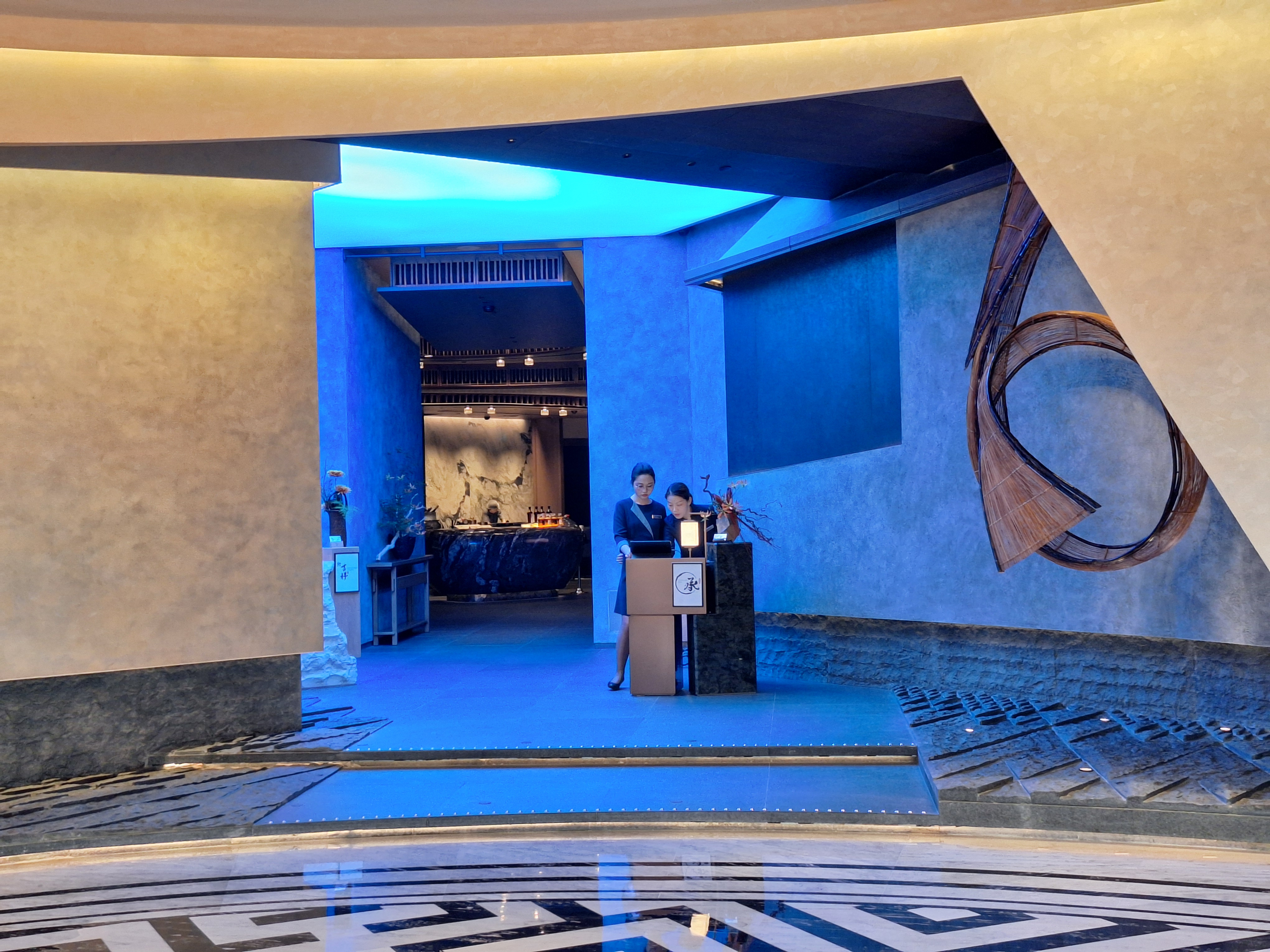
Restaurants japonais du Raffles Hotel « Mizumi » et « The Universe »

Le nouveau Crystal Lobby présente pour la première fois le spectacle « Nouvel An spécial - Danse du Lotus » en janvier 2022 ; le Galaxy Arena accueille pour la première fois le concert « Treasure Asia Tour Hello Macao » en avril 2023 ; le Raffles Hotel ouvre en juillet 2023, mais n'accueille que les invités VIP ; il ouvre ensuite le 16 août 2023, et le Capella Macau ouvre le 15 septembre 2023. En réalité, la troisième phase du projet ouvre officiellement le 13 décembre 2023.

### Quatrième phase

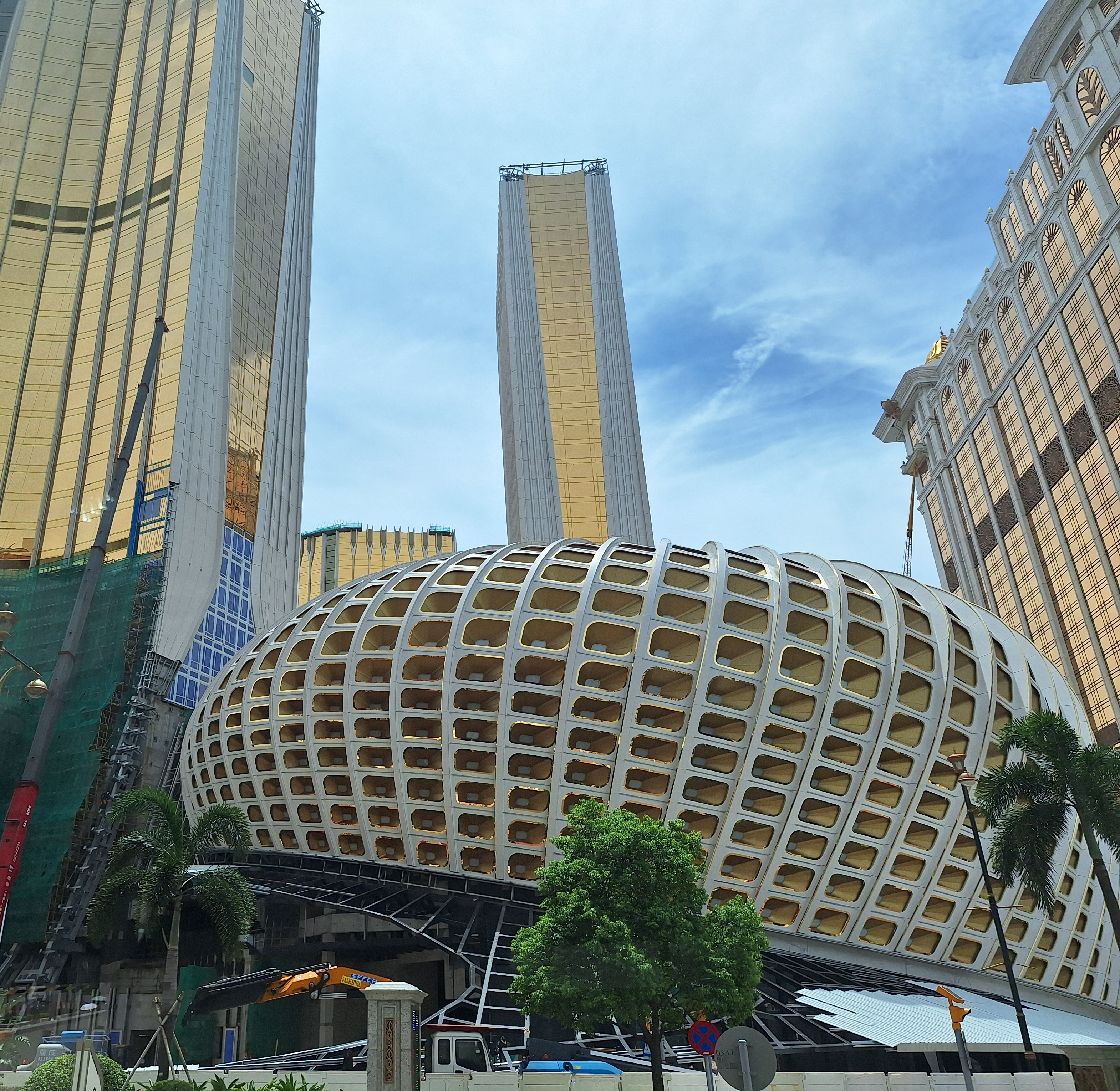
Bâtiment de la quatrième phase du Galaxy (théâtre de spectacles musicaux).

La quatrième phase du projet se poursuit de manière ordonnée, avec l'introduction de plusieurs marques d'hôtels de luxe (dont le Capella Hotel) ainsi que des options de restauration, de vente au détail, des installations non liées aux jeux, des jardins et un parc aquatique. Elle comprendra également un théâtre de spectacles musicaux international de 4 000 places, apportant une nouvelle dynamique au domaine artistique et culturel local.